# Storia di Albenga
La storia di Albenga ha origine da un villaggio del popolo dei Liguri, in seguito municipium romano, quindi diventa Comune medievale: il Centa che sfociava a mare con una foce a delta cambia il suo corso diventando una foce a estuario. Albenga è impegnata in continui scontri con Genova che impone il mantenimento di un plotone genovese in città. Da quest'epoca Albenga perderà la sua antica forza marittima e fortuna, con lo spostamento di gran parte dei marinai nel vicino e più sicuro golfo di Alassio; da quest'epoca l'economia albenganese sarà basata sull'agricoltura. Sottomessa a Genova, poi sotto il dominio francese, data ai Savoia. Sotto questi domini non riuscirà mai ad avere l'importanza di un tempo. Dalla metà dell'Ottocento, il regime alluvionale viene legato da nuovi argini e molte terre paludose vengono bonificate, aumentando l'economia agricola, riportando prosperità e ricchezza. Albenga cambia la sua urbanistica uscendo dalle medievali mura. Nel 1900 diventa un importante centro dell'economia del ponente e l'agricoltura ha dei prodotti di prestigio esportati in tutto il mondo.

## Preistoria
Nell'ingaunia preistorica sono molti i ritrovamenti, tra questi quello nella caverna delle Arene Candide a Finale Ligure dove sono state ritrovate 19 sepolture paleolitiche tra cui quella di un adolescente definito il Giovane Principe, rinvenuto su uno strato di ocra rossa a sette metri dalla superficie, rivolto a sud, con un copricapo di nasse dorate, monili di conchiglie, ossa, corna di cervo lavorate e una lunga selce in mano. La ferita mortale al mento risultava ricomposta con ocra gialla prima della sepoltura. 

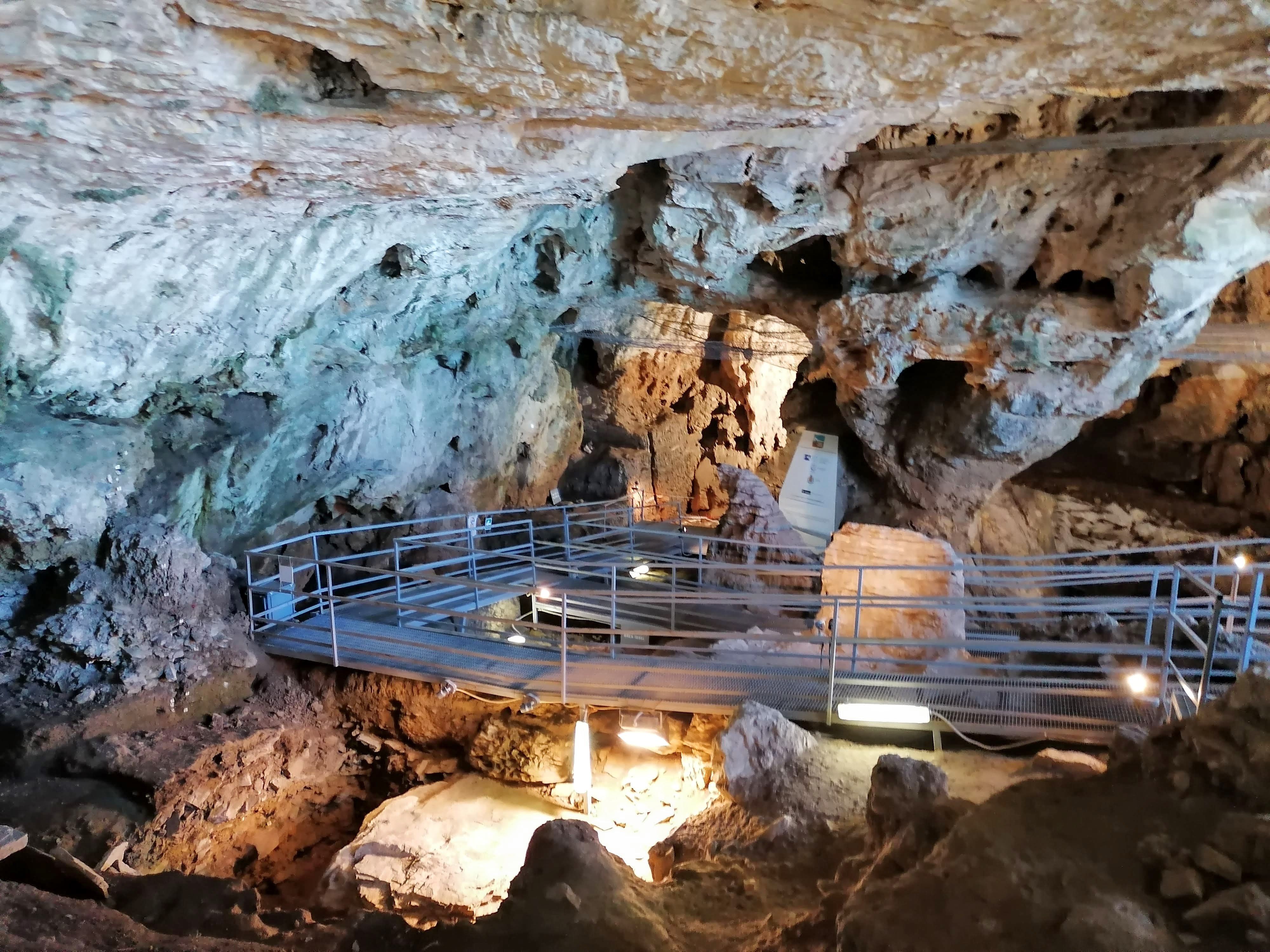
L'interno della caverna delle Arene Candide

Ritrovamento di uguale importanza è avvenuto nella caverna di Arma Veirana nella vicina Erli dove sono stati rinvenuti dei manufatti risalenti a 50'000 anni fa e a manufatti di un popolo di cacciatori-raccoglitori vissuti 16'000 anni fa, quando durante gli scavi sono stati rinvenuti una sessantina di conchiglie forate si è proceduto con cautela e poco sotto si è scoperta la sepoltura di una neonata ribattezzata dagli archeologi Neve, morta intorno ai 40-50 giorni di vita e vissuta circa 10'000 anni fa durante la prima fase del Mesolitico. Tale scoperta è stata di eccezionale importanza poiché è la più antica tomba di un infante rinvenuta in Europa, il professore Stefano Benazzi, docente di Antropologia fisica al dipartimento di Beni culturali dell'Università di Bologna, analizzando i resti ha evidenziato che per quel poco che si sa con certezza, tale ritrovamento permette di dire che un soggetto femminile di pochi giorni avesse un comportamento egualitario rispetto agli altri membri della comunità. Analizzando i denti di Neve si è potuto stabilite che la madre durante la gravidanza si nutrisse di risorse terrestri come animali cacciati, e non di risorse marine, e che durante la gravidanza aveva subito alcuni stress fisiologici. Il corpo è stato ritrovato con una sessantina di conchiglie forate, quattro ciondoli ricavati da frammenti di bivalvi e un artiglio di gufo reale. Questi ornamenti sembrano essere stati impiegati per lungo tempo da parte dei membri della comunità e poi usati per adornare la tomba della neonata.

## Albium Ingaunum
I primi insediamenti di cui si hanno testimonianza certa sono del VI secolo a.C. La società che vanno a formare è agropastorale. Questo popolo fonda quello che i Romani definiscono oppidum, un centro fortificato, con il nome Albium Ingaunum, "la fortezza degli Ingauni". L'oppidum era ubicato vicino al mare, probabilmente nei pressi di un'ampia insenatura che fungeva da porto naturale.

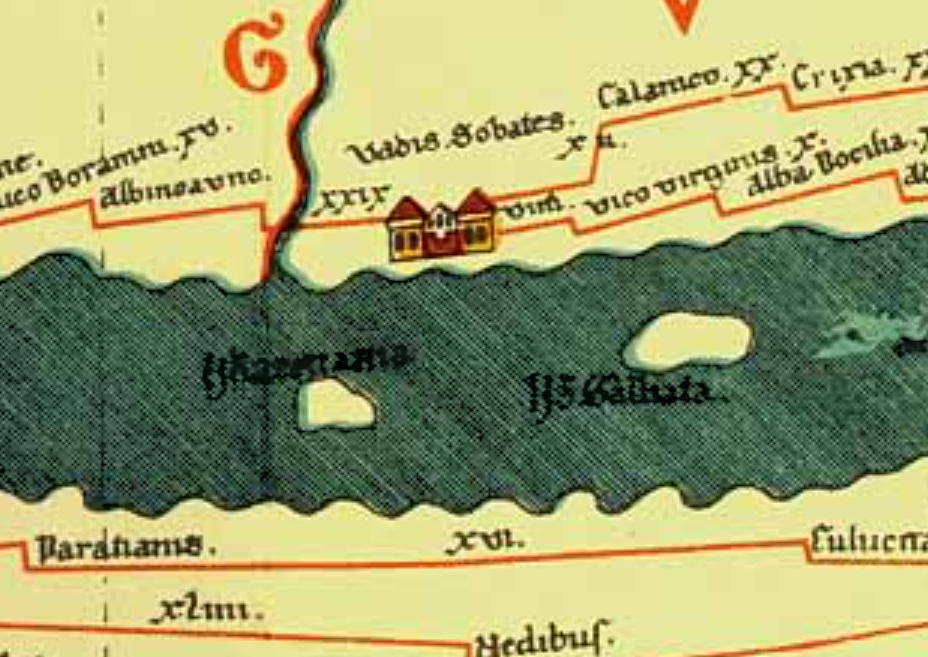
Particolare della Tabula Peutingeriana con segnata la città di Albingauno e Gailiata, cioè l'isola Gallinara

Gli Ingauni, nel IV secolo a.C. hanno notevoli conoscenze marittime che li porteranno a creare una potente flotta, che creerà lucrosi profitti, tramite il commercio e la pirateria; il principale nemico del tempo erano i Greci Marsigliesi, le due potenze si contendevano il dominio del Tirreno settentrionale, gli Ingauni esercitavano la pirateria proprio ai danni dei Marsigliesi. 
Lo storico romano Tito Livio descrive che le navi corsare erano snelle e veloci, per le quali la guerra di corsa era l'attività principale. 

Insieme ai Sabates di Savona e agli Intemelii di Ventimiglia, gli Ingauni erano un gruppo etnico abbastanza omogeneo che andava da Savona a Monaco e che i Romani unirono nel nome di Ligures Alpini. Tuttavia gli Ingauni governavano sul territorio che va da Finale Ligure, confinante con i Sabates, fino a Sanremo, confinante con gli Intemeli, più vasto rispetto ai confinanti. 

In quest'epoca l'economia prevalente era quella dovuta allo sfruttamento del territorio circostante, tramite agricoltura e pastorizia, mentre nelle zone litoranee era l'attività legata al mare la principale fonte di sostentamento.
La Repubblica romana si pone l'obiettivo di conquistare la Liguria, per avere vie terrestre sicuri verso la Gallia e l'Iberia, oltre ad avere dei porti sicuri dove poter attraccare. Nel III secolo a.C. i Romani hanno come punto di riferimento in Liguria la città di Genova, un patto che non verrà mai meno, tuttavia la politica genovese non era condivisa dal resto delle popolazioni liguri, che erano maggiormente legate a Cartagine attraverso vincoli commerciali.
Nella seconda guerra punica (218 a.C. - 201 a.C.), quando Annibale provò a sconfiggere Roma, Albium Ingaunum si alleò con il cartaginese, che farà base nella piana più volte anche tramite il fratello Magone Barca che secondo una tradizione morirà proprio in queste acque dopo aver depredato Genova e diviso il bottino tra Savona e Albenga, il patto fatto con questo era di aiutare gli Ingauni a sconfiggere la popolazione degli Epanteri, che era nelle zone montane. Il danno dovuto al sacco di Genova fu talmente enorme che ancora oggi si usa il termine dialettale "magone" per indicare il nodo in gola causato dal pianto.
Dopo la sconfitta dei Cartaginesi, gli Ingauni si alleano con Roma pur rimanendo autonomi economicamente tramite un foedus, stipulato nel 201 a.C. Questo patto concedeva ai Romani per almeno un decennio la possibilità di comunicare liberamente con Marsiglia e con l'Iberia. Ma l'attività di pirateria era andata rinnovandosi, inoltre per le guerre di Roma contro i Liguri Apuani erano nati nuovi fermenti antiromani nel ponente ligure. Roma non più disposta a tollerare, invia nel 185 a.C. un esercito comandato dal proconsole Lucio Emilio Paolo che sconfiggerà gli Ingauni annettendo nel 181 a.C. tutto il loro territorio al dominio di Roma. Gli scontri vennero descritti da Tito Livio: la prima vittoria fu ingauna, avvenuta secondo la tradizione tramite l'inganno, che costrinse comunque i Romani a rinchiudersi nella loro fortificazione. Tuttavia questi rimasti inferiori di numero, ma con grandi capacità militari, riuscirono a vincere. Esattamente nel 181 a.C. il proconsole ebbe una notevole vittoria terrestre assieme a una vittoria navale avvenuta dal duumviro Matieno, che riuscì a catturare 32 navi corsare, che portarono alla definitiva resa di Albium Ingaunum. Poco dopo con la vittoria sui Liguri Montani, i Romani ottennero il completo controllo sulla Liguria. Lucio Emilio Paolo decise di non infierire sulle popolazioni vinte, decise di distruggere le mura delle città e di impedire la costruzione di navi di grosso tonnellaggio. Questa politica era tipica dei Romani, che miravano a conquistare le popolazioni lasciando libertà e introducendo elementi della civiltà romana. L'oppidum ingauno viene raso al suolo dalle fondamenta, tanto che non sono stati trovati segni dell'antico insediamento. Alcuni ritrovamenti dell'antichità ingauna pre-romana sono stati fatti al Monte, risalenti al IV secolo a.C.

## Roma

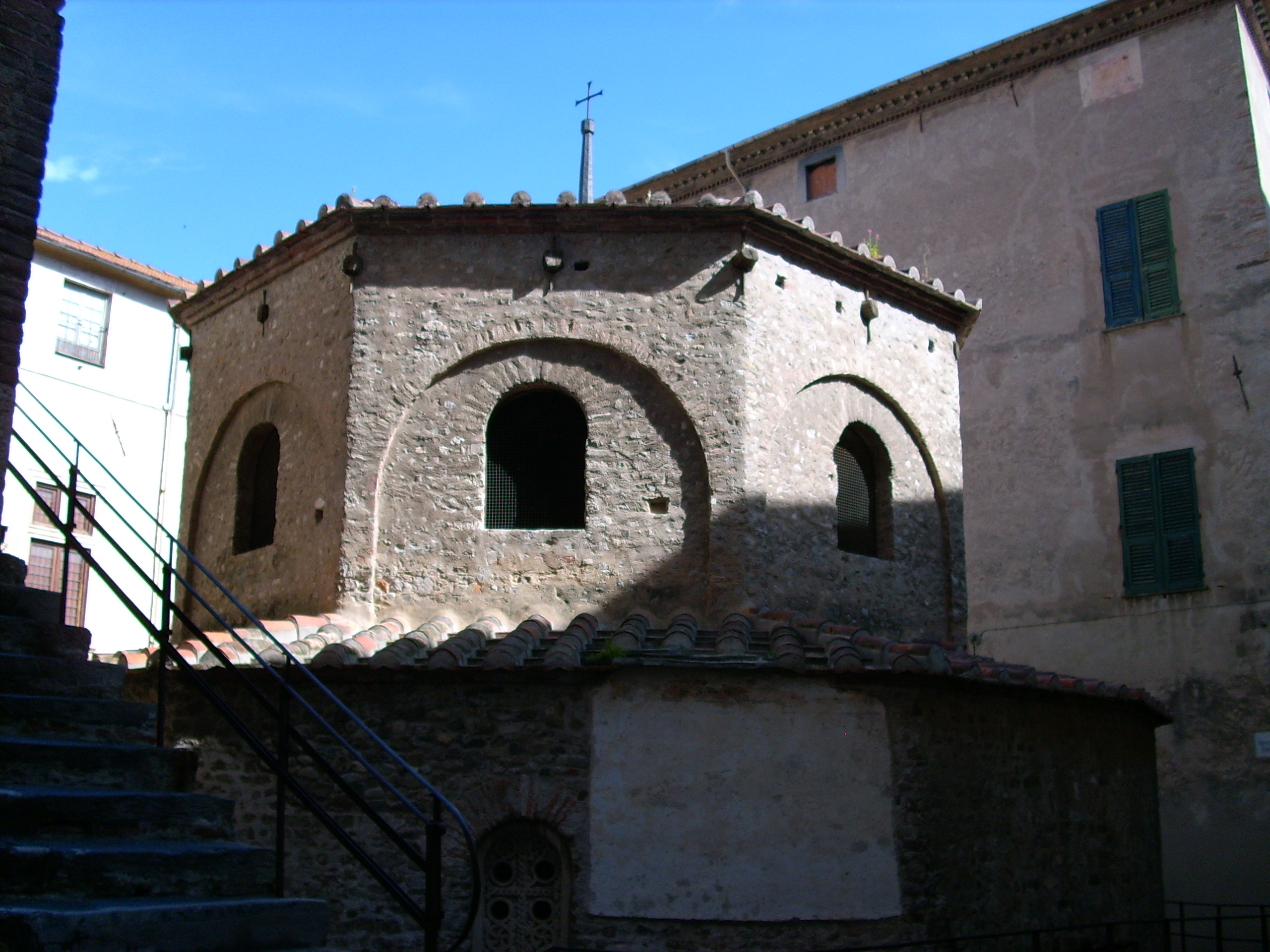
Il battistero

Nel 180 a.C. i Romani costruiscono un castrum militare sull'oppidum degli Ingauni, la città prese il nome di Albingaunum che nel 13 a.C. vede passare per il suo territorio la via Julia Augusta edificata da Augusto per unire Roma con la Gallia.
In questi anni alcune truppe di Liguri partecipano alle spedizioni di Roma. Nell'89 a.C. Albingaunum diventa un municipium, e i suoi abitanti ricevono in seguito il titolo di cittadini romani, eleggono i propri magistrati e senatori. Dal I al III secolo Albingaunum gode della Pax Romana diventando una città prospera come attestato dai numerosi reperti archeologici, difatti l'abbattimento delle antiche mura e l'ampliamento del fabbricato ne sono testimonianza.
Per capire bene la ricchezza della città basti pensare che un suo cittadino, Proculo, nel 280 armò i suoi 2.000 schiavi presenti nella piana e si fece eleggere imperatore dalle legioni a Lione; ma venne velocemente eliminato dall'imperatore in carica Probo. 
Dell'epoca romana si hanno diversi rinvenimenti di materiale a San Calocero al Monte, dov'è stato trovato del materiale sepolcrale con il bollo di Sextus Murrius Festus, che compare in molti corredi funebri di Albenga, oltre che del materiale di sigillata africana tipo A, come lo stesso piatto blu realizzato in Egitto.
I Visigoti nel 402 la saccheggiano riducendola in rovine, ma Flavio Costanzo nel 417 decide di riedificare la città realizzando coves, tecta, portus, commercia, portas, che con ampliamenti e rinforzi resisteranno per tutto il Medioevo; si ha la certezza che Costanzo costruì anche strutture portuali ma nulla è stato rinvenuto. Il portus di Albingauno sarebbe stato localizzato alla foce del Marura, oggi conosciuto come Centa. In quest'epoca Albenga ospita San Martino di Tours che per qualche anno risiederà sull'isola Gallinara.

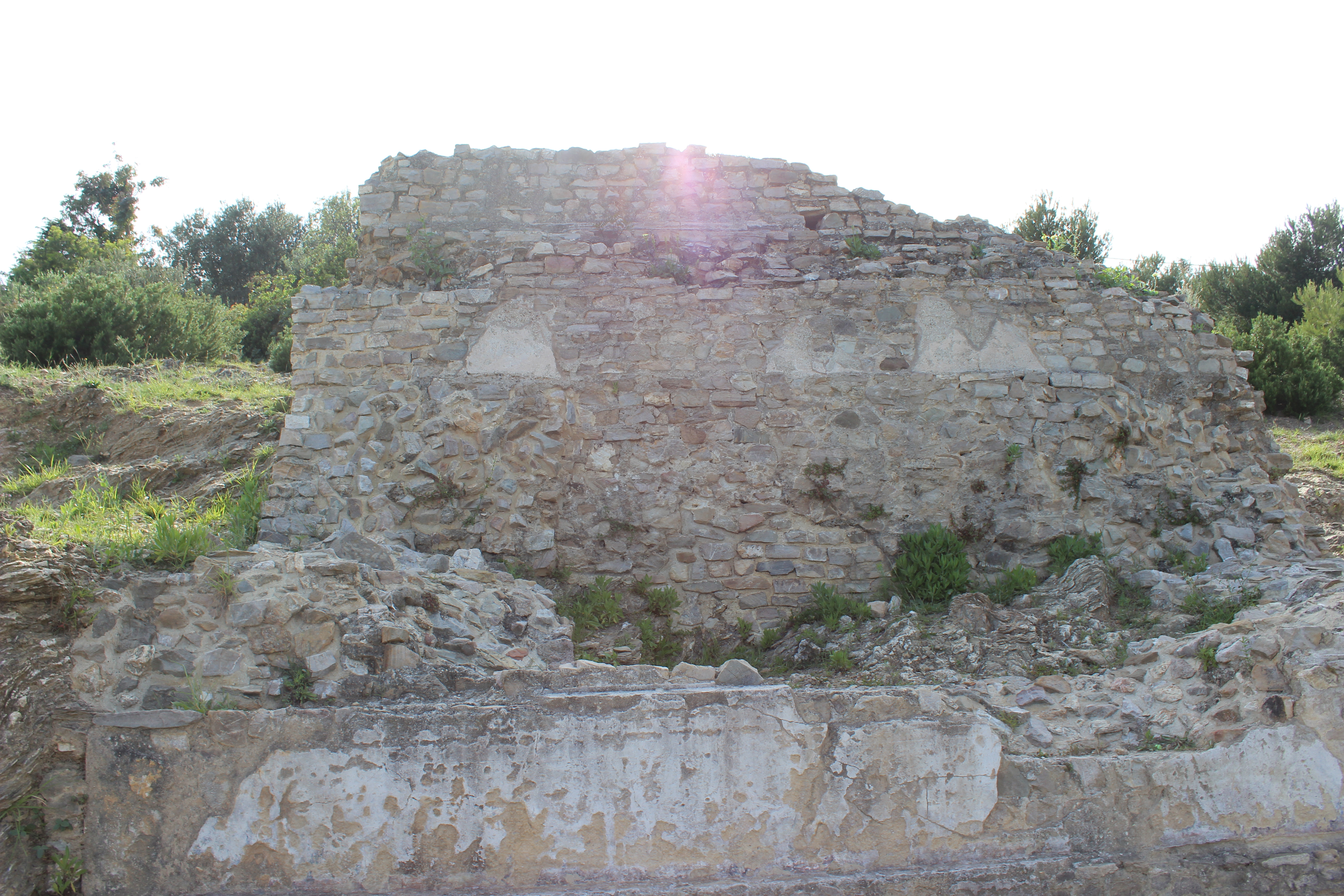
Le mura romane della Necropoli al monte

Nel V secolo passerà sotto la dominazione ostrogota e dopo la caduta dell'Impero romano d'Occidente, Albingaunum passa sotto il controllo dell'Impero bizantino, migliorando la sua organizzazione militare.

## Medioevo
La prima discesa dei Longobardi in Italia si arresta tra il confine delle Alpi e Appennini con la pianura, dove si attesta il limes  tra i due popoli. La Liguria, detta Marittima Italorum, è ridotta a una lingua di terra tra i monti e il mare, ma proprio grazie all'apertura su questo riesce ad avere contatti con la flotta bizantina che lo controllava. 

In quest'epoca la città continua a mantenere un'organizzazione romano-bizantina, con tutte le conseguenze che questo comporta. Centro della vita cittadina resta il porto, con i contatti commerciali, umani e militari che ne conseguono, restando uno dei centri della Marittima. Vincolante per capire questo periodo è l'organizzazione militare del limes, organizzato su un sistema di castra a cui faceva capo una parte di territorio e la sua popolazione, che probabilmente era inquadrata secondo schemi militari. Le fonti citano vari luoghi sotto il controllo di Albenga: il castrum Tabia, Portus Maurici, il castron Baractelia (Toirano), Varigotti, e secondo gli studi di Nino Lamboglia anche Cisano, Pietra e Giustenice, visto che hanno fondazione su centri fortificati sorti in età bizantina per controllare le vie tra l'entroterra e la litoranea.
La fine dell'epoca romana arrivò con il re longobardo Rotari, che nel 641 conquista la Liguria e inizia l'epoca di dominazione longobarda. Albenga viene conquistata nel 643, ma riesce a mantenere intatte le sue mura pur se messa a saccheggio. Si sottopone alla dominazione longobarda mantenendo una prosperità economica, pur se ridotta temporaneamente a condizione di vicus. Si hanno poche notizie certe su questo periodo, anche se gli scavi hanno dimostrato che battistero e cattedrale non vennero distrutti; è probabile che fu in questo periodo che la cattedrale venne intitolata a San Michele Arcangelo, uno dei santi nazionali dei Longobardi. 
Di quest'epoca si ha la notizia della partecipazione del vescovo ingauno Bono al concilio romano del 680, che testimonia la continuità con la vita civile e religiosa. A differenza di altre realtà, la città conserva le sue mura romane, come invece non accadde a Ventimiglia e Savona, come conserva la maglia urbanistica che è durata fino ai nostri giorni. Nei primi decenni del VII secolo si ha una ricca produzione di arte longobarda, con la ristrutturazione di importanti monumenti, che provano la rinascita civile e culturale della città, con l'integrazione delle due culture romane e germaniche.
Di questi anni è la realizzazione della lapide che commemorava il ritrovamento della tomba monumentale di San Calocero, avvenuta da parte dell'abate della Gallinara Marinaces, che ci fa capire che già in tale epoca è probabile che il monastero dell'isola avesse espanso la sua giurisdizione nella zona del Monte di Albenga.
A seguito della caduta del Regno longobardo del 774, Albenga e la Liguria entrano a far parte del Regno dei Franchi. La zona degli Ingauni diventa contado con un territorio che va da Sanremo a Finale Ligure e di cui Albenga diventerà il capoluogo. Sotto Carlo Magno entra a far parte del ducato dei Litora Maris, partecipando alla rinascita carolingia. In un inno di Paolino di Aquileia viene nominato Herica conte di Albenga, nonché duca del Friuli e paladino di Carlo Magno. È questo il periodo in cui la città si comincia a chiamare Albìnganum. Nel 825 Albenga è una delle città (assieme a Ventimiglia e Vado) dove devono andare a studiare i ragazzi dal capitolare di Lotario I mentre i chierici devono andare a studiare a Torino. 

Nell'anno 836 la Liguria si trova sotto la continua minaccia dei Saraceni fino al 952, anno in cui viene distrutta la loro base sita in Frassineto in Provenza, in questo periodo la città non viene invasa dai Saraceni, anche se le notizie sono molto scarse.
Nel X secolo a seguito della sconfitta dei Franchi da parte di Berengario II, Albenga entrerà insieme a Ventimiglia nella Marca Arduinica mantenendo il suo stato di capoluogo, assegnata al marchese Arduino III Glabrione.
Nel 940 il vescovo di Albenga Ingolfo assegnò ai monaci dell'abbazia dei santi Maria e Martino dell'isola Gallinara il monastero di San Martino in Albenga, che divenne la sede in terraferma dell'abbazia, assieme alla basilica di San Calocero e alla chiesa di S. Anna ai Monti e in seguito anche la Chiesa di Santa Maria in Fontibus e altri possedimenti dei dintorni. 
Nel 1011 l'abbazia è documentata con vasti possedimenti e del feudo del contado ingauno. 
Nel 1044 il monastero ottenne da papa Benedetto IX l'esenzione dalla giurisdizione vescovile e diverse proprietà e munificenze in Italia, in Catalogna e Barcellona, in Provenza nella zona di Fréjus e in Corsica.
Quindi si forma il Comitato di Albenga, retto sino al 1091 da Adelaide di Susa che teneva in città una sua corte regia. Adelaide nel 1064 donò il monastero dell'isola Gallinara e i suoi possedimenti ingauni e di metà di Porto Maurizio all'abbazia di Abbadia Alpina di Pinerolo fino al 1169.

Durante quest'epoca la città si trova dentro un grande Stato che comprende parte del Piemonte e della Liguria e in questo periodo si vedono aprire nuove vie commerciali che collegano Albenga al Nord Italia, tramite la Val Tanaro, e attraversando le Alpi. Ne segue un periodo di grande sviluppo economico, da come è attestato dalla costruzione e dall'ampliamento di molti edifici come la Cattedrale di San Michele Arcangelo.

### Marca di Albenga e Libero Comune
La prima menzione di un comitato di Albenga è del 25 maggio 869, Ludovici II Diplomata, per quello di Ventimiglia si dovrà attendere il marzo del 979 e solo nel 1004 si ha conoscenza di un comitato anche a Vado Ligure. È noto che l'economia è forte del commercio di prodotti come il legname, la lana e le pelli, mai fermatasi dall'epoca romana; un documento del 1128 attesta che sul mercato di Genova per la vendita di un torsello di lana o di canapa i ventimigliesi e gli ingauni devono versare quattro denari, mentre i savonesi uno. Sembra attestarsi una forte produzione di pannilana, tanto che negli statuti di Albenga del 1288 sono presenti due capitoli che li regolamentano. La produzione di lana sembra essere importante, tanto che sui mercati viene coniato il termine albenginense per indicare un particolare torsello di lana. Sul legname in quest'epoca nel ponente ne fa da padrone Savona, che arriva ad acquistare per venderlo fino nella vicina val Varatella, anche se Albenga resta il mercato di riferimento delle vallate a cui fanno capo, tanto è da presumere che da lei passi buona parte del mercato ma non sia atta alla produzione e trasformazione dei prodotti.
Grazie a un documento copiato nel Seicento datato 29 giugno 1076 dove la diocesi ingauna concedeva all'Abbazia di San Pietro in Varatella un mulino in Toirano, firmato con l'espresso assenso di 22 canonici della cattedrale e di dodici militi, alla cui testa c'è Conradus, advocato dell'episcopio, dimostra che la curia era organizzata con al vertice il vescovo Deodato, affiancato da un folto gruppo di canonici e da una clientela armata, con ruoli ben definiti e che presuppone un notevole patrimonio, ma soprattutto risulta essere un importante riferimento politico per la città. Albenga fa parte del Regno Italico con capitale Pavia e con dipendenza ecclesiastica dal metropolita di Milano. Il controllo del Regno su Albenga è alquanto debole, con due atti del 1027 del 1041 Corrado II e Enrico II confermano al monastero regio di San Pietro in Ciel d'Oro di Pavia il curtem qua Diane dicitur (corrispondente a Diano Marina) e altre beni fuori e dentro le mura di Albenga; nel 1047 Enrico III il Nero concede alla Canonica del Salvatore di Torino un vasto complesso patrimoniale formato da ingenti beni entro le cerchia muraria di Albenga, probabilmente la corte regia dove pochi anni prima Adelaide di Susa aveva vissuto e viene ceduta Gavenola e nell'Ingaunia orientale le ville di Toirano, Borgio e Pietra e la villa cum castro di Giustenice. Nel 1064 la curia di Albenga è ancora sotto le curie lombarde alla quali deve una rendita annuale. In questo epoca Albenga e la sua circoscrizione sono un distretto di tradizione pubblica, la documentazione è scarna, ma è noto che si ci riferisce a quello che avviene nella zona con albenganese e si trovano dei riferimenti vari nell'ambito politico militare su ciò che gravita sulla città come marca Albingane in relazione alla dignità marchionale dei figli di Bonifacio del Vasto, eredi della tradizione arduinica.

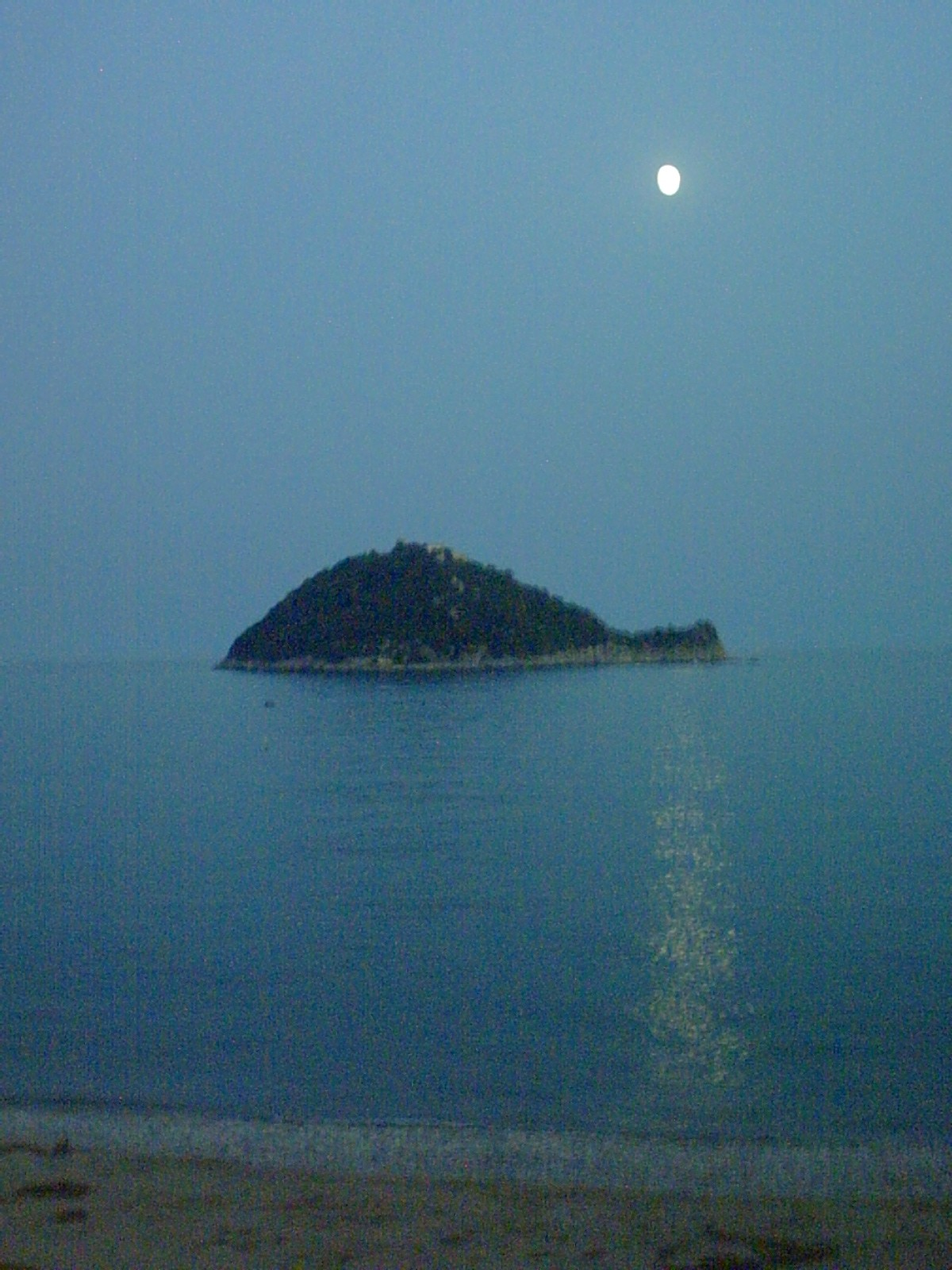
L'isola Gallinara

 Dopo la morte di Adelaide, il Comitato di Albenga passò al marchese Bonifacio del Vasto di Savona, successivamente al nipote marchese Bonifacio di Clavesana, che diede il nome di Marca Albingane; fino al XIV secolo i Clavesana affermarono i loro diritti sul territorio ingauno.
Nel 1098 Albenga diventerà un libero Comune partecipando alla prima crociata con un proprio contingente e una propria flotta. È grazie a questo combattimento che nasce il gonfalone della città, la croce rossa in campo oro, i colori di Roma. Nel 1104 Baldovino I di Gerusalemme, concede alla chiesa di San Lorenzo di Genova una piazza in Gerusalemme e Giaffa, la terza parte di Arsuf, Cesarea, Acri e del territorio circostante, compreso un terzo dei redditi portuali di Acri, oltre a 300 bisanti annui. Promette di comprendere nella donazione le città e terre che acquisterà con l'aiuto genovese, concedendo privilegi e immunità fiscali, estensibili agli abitanti di Albenga, Noli, Savona e alla casata di Gandolfo Pisano.
Nel 1109 ai cittadini ingauni vennero concessi ulteriori privilegi marittimi e commerciali nel Levante da parte di Baldovino. Quest'epoca di indipendenza crea una prosperità che da molto mancava alla città: si ha la riedificazione della cattedrale, l'edificazione delle torri e di molti palazzi. Inoltre si ha lo sviluppo di molte industrie artigianali. In quest'epoca è noto come la città sia organizzata, con al vertice il presule, capitolo, vassalli vescovili, comune e autorità marchionale; nella carta che testimonia tale fatto, l'ultimo atto di Bonifacio del Vasto, insieme ai figli Manfredo e Ugo Magno che concedono al vescovo ingauno Ottone a Lerino del monastero di San Lorenzo di Varigotti, che testimonia i buoni rapporti con il vescovo ingauno e le autorità marchesali, con la concessione di un monastero fuori la diocesi di Albenga, in quella di Savona. Albenga partecipa assieme a Genova, all'assedio di Como del 1127, condotto da Milano (uniche due città liguri).
Nel 1145 stipula con Pisa un trattato con il quale si è delinea un districtus cittadino da Oneglia a Pietra Ligure e nel quale il Comune si impegna a restituire entro trenta giorni il maltolto o provvedere al suo risarcimento a favore di Pisa.
(Da un'epigrafe presente in Villa Diana)
Da parte loro i Pisani garantiscono agli Albenganesi e agli abitanti del loro distretto la sicurezza di transito e soggiorno nell'ambito del distretto pisano, ciò dimostra che il commercio rappresenta per la città un'attività primaria: l'organismo comunale appare in primo luogo impegnato a tutelare il ruolo commerciale della città e la sicurezza dei propri mercanti sulle vie e nelle piazza straniere.
Tale patto viene firmato dai consules Albinganensium et universus populus, senza necessità di intermediari a testimoniare ancora una volta l'indipendenza del comune ingauno ma soprattutto il fatto che il Comune gode dell'indipendenza giuridica sul territorio senza dover rendere conto a nessuno.
Con la morte di Adelaide di Susa, e l'eredità a Bonifacio che detiene ottimi rapporti con la città e i vescovi Aldeberto e Ottone, va a sfumare il potere marchionale lasciando sempre il prestigio e la ligittima carica di un tempo. Un secondo momento difficile si collega alla morte, avvenuta dopo il 1142 e che tutto lascia ritenere prematura, di Anselmo, a cui, in prima istanza o per conto di Ugo Magno, era stata affidata, all'interno della divisione operata dai figli di Bonifacio, la gestione delle basi patrimoniali e giurisdizionali nella marca di Albenga. Difatti si fa il generico riferimento ai fili Anselmi per parlare dell'alleanza tra Genova e Albenga del 1154-1155, nel quale, al contrario, gli zii sono ricordati singolarmente, che ci lascia intendere come i due fratelli fossero ancora minorenni. La prima verificata autonomia di Guglielmo e Bonifacio è del 1169 quando confermano a S. Stefano di Genova la donazione di Adelaide riguardante i beni di Villaregia; sempre nel 1174 sono assieme i fratelli mentre è solo nel 1174 che il solo Bonifacio fa gli accordi con gli ingauni: evidente che i due fratelli abbiano preferito privilegiare autonome sfere d'azione politica e economica. Il documento del 1170 in particolar modo è fatto per regolare l'incastellamento nell'ambito dell'intero distretto e accanto ai castra nova situati a ovest, cioè Maro, Lavina, Vellego e Andora, assieme a una Petra non meglio identificata. Si va a identificare la Marca di Albenga dove la città e il marchesato collaborano senza mettersi in contrasto, oppure senza andare a sommare le due autorità. Nel 1196 si ha il primo documento in cui viene citato marchio Albingane per identificare il titolo. Il potere del marchesato di Albenga va scemando, con la cessione dei diritti su Bardineto nel 1189, e nel 1188 una parte di personaggi di Garessio decide di staccarsi da Bonifacio a favore del fratello Guglielmo, che assume per la prima volta il predicato de Ceva. L'utilità dell'unione marchionale con il potere urbano è dovuta alla ricerca di un comune appoggio contro il crescente potere genovese, mentre dall'altra da uno scambio simbiotico dove le famiglie ingaune cercano assistenza per il potere sul territorio e il potere marchionale resta con i suoi privilegi. Se fino alla fine del XII secolo il potere marchionale resta fortemente legato ai centri di Porto Maurizio, Diano e Andora, solo su quest'ultima il potere marchionale è ancora forte nei primi decenni del duecento, difatti Porto è legato assieme a Diano, alla lega formatasi tra Albenga, Savona e Noli.

### Guelfi e ghibellini
La città è sempre stata più vicina all'Impero che al papato, tant'è che il vescovo Eremberto partecipò al Sinodo di Pavia nel 1046 convocato da Enrico III il Nero. Nel 1159 la città di Albenga ricevette l'investitura imperiale su tutto il suo territorio, dopo che il vescovo Roberto, assieme al Console Ogerio e altri rappresentanti andarono incontro all'imperatore Federico Barbarossa a Marengo mentre scendeva in Italia per fargli una confessione di fede ghibellina, ricambiata dall'imperatore con la dicitura di dilectus et fidelis noster, che non venne mai tradita nemmeno dei secoli successivi. Albenga come Savona diventano delle città legate all'Imperatore diventando parte del sistema di governo imperiale; a differenza di molte altre città ad Albenga e Savona non vengono importi dei potestates imperiali ma si accetta l'elezione dei consoli fatta dalle cittadinanze, sia per la natura poù feudale del raccordo stabilito con l'impero. Nel patto del 1170 con i marchesi Guglielmo e Bonifacio con il Comune non si possono edificare nuovi castelli senza il reciproco assenso.
Nel XII secolo si ha l'epoca delle repubbliche marinare, Albenga entra in conflitto sia con Repubblica di Genova sia con Pisa. Nel 1165 la città viene saccheggiata e incendiata da una flotta di Pisani; ma gli Albenganesi trovano la forza per ricostruire la città e riprendono i commerci, grazie anche a un'alleanza con Genova stipulata nel 1179. Savona fece la stessa cosa nel 1153 e anche i Conti nel 1166. Il patto era che le città si sarebbero protette a vicenda in caso di attacco; ma avvenne che Genova fece forte ingerenza sulla vita degli alleati, limitandone i commerci e l'indipendenza.
Dalla metà del XII secolo si iniziano ad avere importanti fonti riguardo alla storia ingauna e che i suoi vertici apicali trattavano un forte rapporto tra politica e commercio: Guglielmo Sardeno presente patrimonialmente nella zona della piana e console ad Albenga nel 1170 e nel 1175, ma consigliere prima nel 1166, e in seguito anche console a Genova nel 1171 e 1178, dal cui comune acquista nel 1181 il pedaggio di Voltaggio. Un altro nome di spicco è Robaldo Detesalvi, noto mercante ingauno e savonese, la cui meta preferita per i suoi scambi era Costantinopoli, e si trapianta ad Albenga diventando console nel 1223 e il probabile figlio Carlo ricopre tale carica nel 1226. Il parlamentum si riunisce il 25 agosto 1175 nella cattedrale di San Michele per la costruzione di un mulino presso la città, e che è il primo di una serie di documenti del genere: la cattedrale univa il potere spirituale ma anche il potere cittadino, tant'è che nella vasta documentazione presente il Comune investirà sempre nei secoli nella cattedrale ingauna perché sede non solo di preghiera, ma anche politica.
A seguito dell'azione della politica genovese di controllo della Riviera, nella quale si avvale del potere ecclesiastico, si ha nel 1163 che il papa Alessandro III, in fuga dal Barbarossa, trova ospitalità sull'isola Gallinara. Nel 1169 con la bolla di papa Alessandro III l'abbazia di San Martino dell'isola Gallinara ritorna a essere autonoma e indipendente e venne posta sotto la diretta protezione della Santa Sede, ma a partire dal XIII secolo, il monastero subisce una progressiva decadenza finendo sotto il controllo genovese.
Nel 1177 la città di Albenga è considerata ancora come libera, tra le città fedeli all'imperatore Federico Barbarossa nella pace di Venezia. Il conflitto tra Genova e Pisa ha un parallelo in città dove tra la fine del 1178 e i primi mesi del 1179 l'attestazione di più liste consolari e la comparsa del termine nobilis per qualificare alcuni personaggi che in questi frangenti fiancheggiano i consoli testimoniano spaccature e ricomposizioni non facili all'interno della classe dirigente ingauna che si ripercuotono sulla struttura e sulla composizione degli organi di governo del comune. Questo contrasto interno va a portare il potere cittadino ad essere di natura podestarile e nel frattempo il contrasto con Genova pone ad avvicinarsi tutti i comuni del ponente e la curia al comune. In base all'accordo del 11 dicembre 1192 il marchese Bonifacio, oltre all'obbligo di intervenire in ogni guerra intrapresa da Genova, assicura ai Genovese metà del frodo che riuscirà a raccogliere ad Albenga e un terzo in altre località del ponente. Nel 1194 il vescovo è Arnaldo, ricopre anche la carica di podestà cittadino, e assieme ai consoli e l'arciprete Giovanni della chiesa di San Giovanni (il battistero era intitolato a lui) a trattare la pace con Pisa; . Nel 1196 il marchese Bonifacio rinuncia a ogni pretesa sull'esercizio dell'alta giustizia in Albenga, cede alcuni diritti e metà della torre e palazzo marchionale in Cervo, si impegna a lasciare libere le proprietà e beni del vescovo, dei cives e di alcune chiese albenganesi, ma è anche più significativo che arbitro del trattato, insieme al presule ingauno Arialdo, sia il console genovese Filippo Cavarunco. Questa è il primo tentativo noto della politica genovese di intromettersi in altri domini. Nel 1199 un nuovo accordo tra la città di Albenga e Genova, a firma del notaio Lantero Riccio, prevedeva che queste sarebbero state alleate contro la città di Ventimiglia; ma prevedeva anche che le navi ingaune non potessero più andare in Sardegna indipendentemente, ma dovevano partire dal porto di Genova. Gli albenganesi iniziarono a trovare strette queste misure, allora chiesero aiuto all'imperatore Ottone IV di Brunswick, che gli ribadì la propria alleanza, come aveva già fatto Federico il Barbarossa, nel diploma dato a Marenco del 18 febbraio 1159, rinnovato il 25 maggio 1200 dove si citava quod non teneantur alicui Civitati, Loco vel Personae respondere de aliquo. Genova chiese che i loro patti si rinnovassero ogni lustro, ma ogni volta le misure era più stringenti per gli albenganesi. Tanto che nel 1226 Albenga, Savona e Ventimiglia, assieme al marchese Enrico del Carretto, si alleano ricorrendo a Tomaso di Savoia, Vicario dell'Impero, per essere aiutati nel tenere i genovesi nei propri confini, ma così non fu, visto che l'impero era impegnato nella riconquista di Torino che si era sottratta al controllo. C'è da dire che nella Dieta di Cremona gli albenganesi non si definirono in nessun modo sudditi né inferiori ai genovesi né questi vantavano il domino su Albenga. Gli ingauni provarono ad andare direttamente dall'Imperatore a Cremona, per chiedergli di essere aiutati per mantenere l'indipendenza. L'Imperatore acconsentì, inviando nel 1227 nelle due riviere due eserciti, che nel ponente si accamparono ad Albenga, Savona e Finale Ligure.
Nel XIII secolo il Comune e la Diocesi formano un unicum a livello di vedute e politico, tant'è che il comune acquisirà nel 1275 il capitulum, l'edificio posto dinnanzi alla Cattedrale di Albenga che diventerà sede del Comune, prendendo poi in affitto anche la casa con la torre all'inizio del Trecento per acquistarla metà secolo dopo, edifici che verranno poi ricostruiti diventando il palacium comunis. La campana della cattedrale sanciva il richiamo per le riunioni del consiglio comunale, l'orario di lavoro degli operai e l'apertura delle botteghe. In questo periodo Albenga grazie al solido rapporto con l'impero cerca egemonia nella Riviera riuscendo a contrastare il potere di Genova. Per questo riparte anche un periodo di ricostruzione della città, con la riedificazione della cattedrale e la costruzione di molti importanti palazzi cittadini, torri comprese, ancora oggi presenti.
Per contrastare l'egemonia genovese sulla Riviera, molti comuni si alleano con l'imperatore Federico II di Svevia per poter continuare a mantenere la propria indipendenza. Il ponente ligure è tutto in armi, tant'è che anche Albenga in questo periodo è governata da un capitano imperiale. Nel 1227 l'Imperatore invia nella città il suo Legato Imperiale Ottone I duca di Baviera, per verificare la forza militare e dare il sostegno alla città contro Genova.

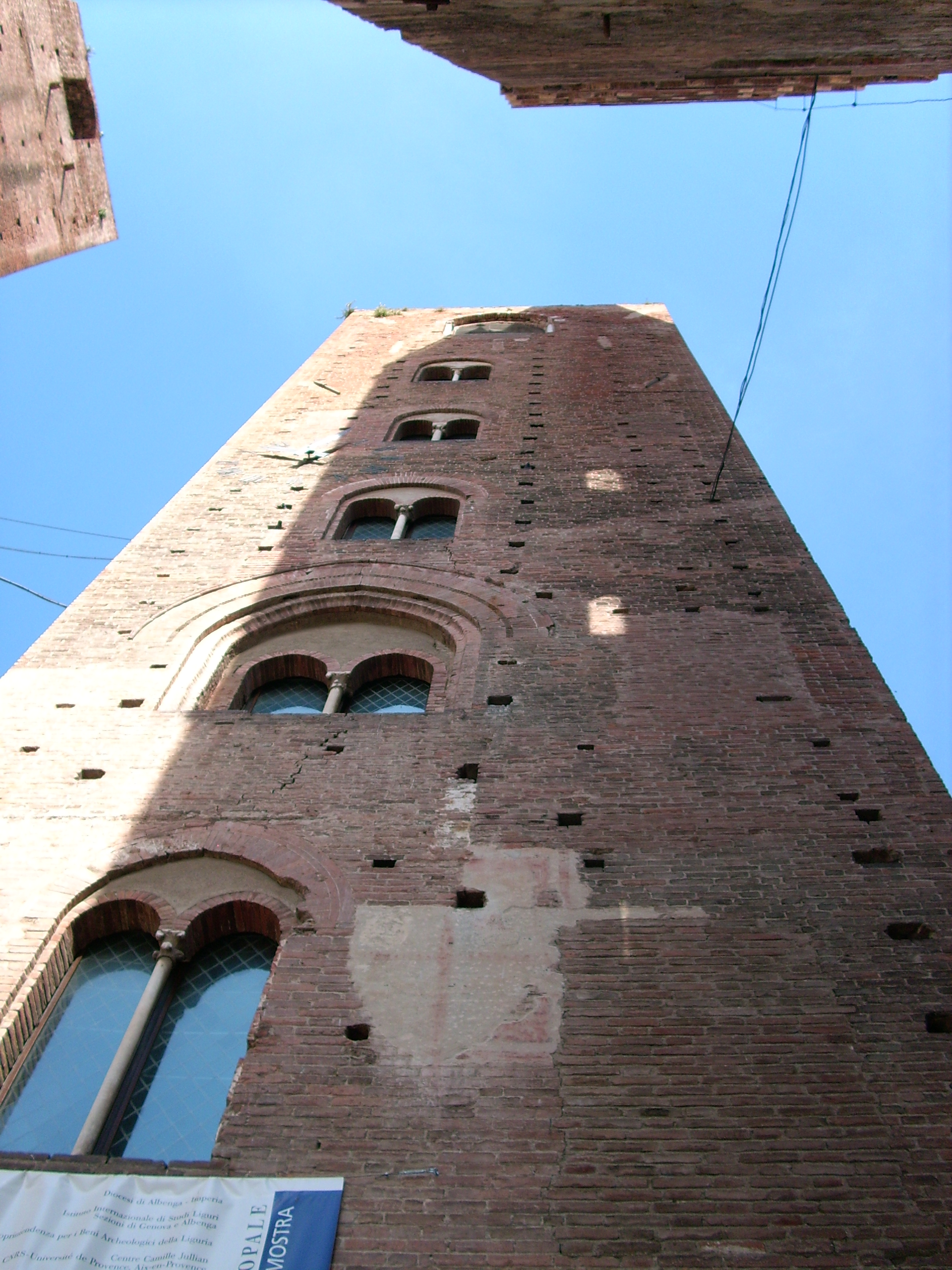
La torre del comune

Nel 1238 appoggiate dall'impero, si crea una lega fatta tra Savona, Ventimiglia e Albenga, che era una città ghibellina. La morte di dell'imperatore svevo del 1250 costringe Albenga ad arrendersi definitivamente a Genova, che la punirà: oltre a un Contingente militare, deve accettare che il podestà e i giudici siano scelti dai genovesi inoltre deve dipendere dal Senato della Superba; tale situazione venne dichiarata ufficialmente nel 1251 con la firma dei Patti di Genova. Come nel resto dell'Italia del XIV secolo anche Albenga è soggetta a guerre tra guelfi e ghibellini; dopo la demolizione del porto si aggiunge questo conflitto che provoca la chiusura di molte industrie e il degrado di molti edifici.
Risale a questo periodo la deviazione del Centa. Genova decide che il fiume debba essere deviato verso la baia naturale, dove era il porto, per insabbiarla e quindi annullare il commercio marittimo ingauno. Questo provvedimento si ripercuoterà nella geografia della piana, infatti la spiaggia si allontanerà dal borgo che perderà per sempre il contatto con il mare. L'archeologo Nino Lamboglia afferma, tuttavia, che la deviazione del Centa precedette questa decisione di Genova: per dare acqua alle concerie costruite fuori dalle mura, gli abitanti scavarono un canale tra il fiume e il porto, a sud della città. Le valutazioni sul comportamento delle acque furono sbagliate e le frequenti alluvioni scaricarono presto sedimenti nel canale e nel porto. I genovesi si limitarono a chiudere gli altri bracci del delta, accelerando il processo di insabbiamento. Nel 1286 si ha un'epigrafe in cui si ha la traslazione delle spoglie di San Calocero per opera dell'abate Giovanni del monastero omonimo e del vescovo Lanfranco; quello che può sembrare un atto puramente ecclesiastico era invece estremamente significativo, perché va a creare un ritrovato clima di concordia tra le due istituzioni al vertice della chiesa ingauna e fornire potente carica di legittimazione all'abate Giovanni e al vescovo Lanfranco, legando le loro immagini all'agiografia del santo.
Il 6 agosto del 1284 nella Battaglia della Meloria Albingana partecipa assieme ai Genovesi contro i pisani, unica eccezione nella dura lotta contro Genova.
Nel 1288 vennero emanati gli Statuti dove vennero raccolte le leggi del comune proveniente da un testo già pubblicato nel 1222: ai vertici del Comune stavano il podestà e il giudice di estrazione genovese (da una convenzione del 1251) che accentravano tutti i poteri in ambito amministrativo, militare e giudiziario; in particolare presiedevano il Consiglio Comunale, composto da novantasei membri di durata annuale, metà nobiles e metà boni mediani (ceto medio), eletti per quartieri da una commissione ristretta di otto, con esclusione dei populares.
Nel 1292 il seggio vescovile di Albenga era vacante, e venne nominate Nicolo Guascone (o Vascone dei Marchesi di Ceva) da papa Niccolò IV il 29 gennaio dello stesso anno. Non venne ben ricordato dagli ingauni per alcuni danni provocati alla curia, come la vendita del principato di Oneglia ai fratelli Nicolò e Federico Doria, nobili genovesi, per undicimila lire genovesi, che secondo quanto chiesto dal Vaticano la somma avrebbe dovuto essere nascosta in una chiesa per poter essere utilizzata dalla mensa vescovile, invece non si sa bene che fine fece tale denaro. Nel 1306 viene a mancare.
Il territorio con a capo la città di Albenga era vasto e densamente abitato, con 95 fuochi a chilometro quadrato in città (circa 3 500 persone) e per i centri rurale 23 fuochi a chilometro quadrato (circa 850 persone); ciò vuol dire che ci sono tanti uomini e poca terra a disposizione, quella che c'è è acclive o acquitrinosa, e pertanto è in quest'epoca che per trovare terra coltivabile si ha un aumento notevole dei terrazzamenti allo scopo di ampliare il terreno agricolo coltivabile. Si attesta in quest'epoca un'emigrazione dal ponente al genovese ma anche in altre zone d'Italia e del Mediterraneo. Albenga in quest'epoca gode di una buona egemonia, con una popolazione di circa 5 000 abitanti, pensare che riesce a schierarsi contro Pisa che ne conta 25 000 fa rilevare i limiti di un'egemonia politica circoscritta alla fascia costiere e all'entroterra; basti pensare ai 2 100 abitanti di Alassio e ai 700 di Ceriale del 1326.
Nel 1436 Albenga, legata ormai alla Superba insorta contro Milano l'anno prima, entra direttamente in conflitto diretto nella guerra tra Genova e i Visconti, infatti Filippo Maria Visconti decide di inviare il condottiero Niccolò Piccinino contro la città ingauna, servendosi del Marchese del Carretto di Finale Ligure, ancora sotto il dominio milanese; Genova ha come Doge Tommaso Fregoso, che incarica di rispondere all'assedio con il capitano Tommaso Doria e il condottiero Baldaccio d'Anghiari; le sue antiche mura resistono all'assedio, il Marchese del Carretto viene catturato e sta per essere portato via mare come prigioniero a Genova, ma nei pressi della sua città, si butta in mare e riesce a fuggire salvandosi a nuoto; lo sforzo patito dalla città di Albenga è tale da produrre una crisi economica senza precedenti: Genova non interviene per aiutare Albenga a rifarsi dei danni subiti, la mancanza di fondi per la cura della piana e del fiume Centa vede quest'ultimo padrone delle terre, trasformando la florida piana in paludi malsane e maleodoranti. La flotta non riesce più a riprendersi e molte navi preferiscono far porto nella più vicina e sicura Alassio. Da quest'epoca per il corso dei secoli successivi Albenga subirà una crisi economica senza precedenti. La vittoria fu comunque così grande ed ebbe così risonanza nella città di Albenga, che ancora molto più tardi, nel 1800, fu celebrata dal pittore Giovanni Gifo con un dipinto realizzato sul sipario del teatro Ambra, poi demolito durante l'era fascista e conservato nei magazzini del comune. Venne poi recuperato, restaurato e inserito appeso nella sala consiliare comunale.

### La presenza dei cavalieri templari
(Mario Cennamo)
È certa la presenza dei templari nel territorio di Albenga, infatti esistono 18 documenti che testimoniano la vendita della domus di San Calocero de Pratis nel 1191 al vescovo Alnardo Alnardo di Albenga, per la somma di settecentocinquanta lire genovesi oltre 10 soldi di canone annuo. Tale proprietà era situata in regione Calende di Campochiesa, comunemente identificata con la chiesa di San Giorgio, tale chiesa risulterebbe essere stata costruita o ampliata all'epoca dell'arrivo dei templari. Gli scavi nei pressi del centro storico, vicino al vecchio ospedale e alla chiesa di San Clemente hanno portato alla luce la presenza di una commenda.
L'importanza dei templari di Albenga superava i livelli locali, infatti fu dimostrato che la loro importanza era a livello europeo. I molti documenti rimasti della presenza templare ad Albenga segnano la loro presenza dal 5 aprile 1143 e il 3 gennaio 1267. Esistono molti documenti notarili che testimoniano le donazioni fatte a questo ordine, come quella del 1143 nella quale una certa Lombarda dona un bene a Oberto misso de Templo de Jerusalem, il quale un anno dopo acquistò un prato presso la chiesa di San Calocero de Campora; ancora poco tempo dopo un certo Robaldo del fu Alberico acquistò un appezzamento nei pressi di Albenga. Qualche tempo dopo, Giusta et Robaldo Maraboto donarono degli appezzamenti a Bastia (Albenga) e nell'entroterra, per l'occasione arrivò a firmare l'accordo il Magister et procurator dell'Ordine in Italia.
Nel 1194 i templari vendettero al vescovo della Diocesi di Albenga-Imperia tutti i terreni dal fiume di Finale Ligure ai territori di Ventimiglia. L'alone di mistero per cui i templari sono noti anche qua fa la sua comparsa, difatti il perché i templari decisero di vendere e successivamente di allontanarsi dalla zona rimane oscuro.
Dalla sede di San Calocero di Albenga sarebbe dipeso il castello di Zerbulo, non identificato, oltre alla chiesa di San Calocero a Curenna e San Giacomo ad Aquila d'Arroscia.

## Dal Rinascimento
Nel XVI secolo la piana di Albenga diventa piena di paludi e acquitrini; ne risente la produzione agricola anche se si introduce la coltivazione della canapa. Logicamente la salubrità era poca, e da questo nacque un malevolo modo di dire citato nel testo di Alberti:
(Descrizione di tutta Italia di Alberti, 1588)
Ne risentirono soprattutto coloro che vivevano di agricoltura, infatti la città continua a rimanere epicentro di un vasto territorio e dei suoi commerci e mantiene vivo l'artigianato. Anche se non più ricca come un tempo mantiene vivi i rapporti commerciali con il Piemonte e con l'alleata di Genova: la Spagna. Si deve proprio alle sue truppe e a quelle francesi, che passarono per il territorio della piana e che più volte saccheggiarono la città, il declino economico di Albenga. Come se non bastasse nello stesso periodo numerosissime furono le incursioni saracene, e gli albenganesi dovettero rinnovare le antiche mura per proteggersi. In tale epoca oltre ai molti eserciti anche molti generali e sovrani passeranno nella città come:
- Ottomila soldati sbarcano sulla piana nel 1524;
- L'esercito di Francesco I di Francia nel 1525 resterà in città per più di un mese;
- l'imperatore Carlo V nel 1536;
- Emanuele Filiberto I di Savoia nel 1560;
- i principi di Boemia nel 1564.

Ma la città non rimane inerme, ad esempio nel passaggio dell'imperatore Carlo V nel 1536 il Comune provvede in anticipo a mettere in salvo ori e argenti dalla chiese, organizza il seppellimento dei morti degli eserciti. Qua si è corso il rischio di devastazione del monastero di San Calocero, le cui monache vennero ospitate dai parenti in città e nelle campagne, ma il raccolto di quell'anno venne sequestrato dall'esercito. Meno di due anni dopo c'è un nuovo passaggio imperiale, di spagnoli e tedeschi dove va tutto abbastanza bene, si ha un passaggio di cardinali e cortigiani, che hanno consumato quello che avevano; tuttavia un gruppo di lanzichenecchi pone ingenti danni al palazzo vescovile con l'incendio di porte, finestre e mobili. Nel 1544 in Consiglio Comunale si discusse sul progetto di trasferire il Tesoro della Cattedrale di San Michele, presso il castello dei Del Carretto di Finale Ligure, che ben munito dava maggior protezione in caso di attacco di altri eserciti o dei saraceni, ma non se ne fece nulla.
Nel 1552 l'ammiraglio della Repubblica di Genova, Andrea Doria è sulle spiagge di Albenga con quarantotto triremi e un gran numero di soldati spagnoli che sbarcarono a Porto Maurizio diretti a Garessio.
Per finire questo periodo il 29 settembre 1564 straripa il fiume Centa distruggendo raccolti, case e parti delle mura, successivamente il vescovo Luca Fieschi profuse tutto il suo patrimonio per la ricostruzione di gran parte della città. Di questa alluvione si hanno i racconti di frate Salomonio, che descrive che le acque avevano una larghezza di due miglia e coprì tutti i terreni di 6 palmi (circa 1,5 m).
In questo periodo di degrado nasce e cresce uno sviluppo culturale, quando il vescovo Carlo Cicada istituisce il seminario vescovile, esattamente il 3 aprile 1569. Inoltre nel 1623 su un lascito di Giò Maria Oddi, dottore in legge, viene aperto un collegio e le scuole superiori, che permettono di accedere all'Università. Questa struttura si amplierà nel corso dei secoli andando a formare il Palazzo Oddo che ospiterà fino al 1940 il Collegio Oddi.
Per la successione del Monferrato nel 1625 anche Albenga viene coinvolta: l'esercito piemontese in conflitto con Genova occupa Albenga sottoponendola a maltrattamenti per alcuni mesi; anche nel conflitto tra Genova e il Piemonte del 1672 la città sarà di nuovo occupata diventando il centro delle azioni belliche dei piemontesi contro la Repubblica di Genova. Le continue sopraffazioni subite da Albenga portarono la città a un indebolimento. In quest'epoca arriva la prima rivoluzione industriale che porterà molti albenganesi ad abbandonare la cittadina per andare a lavorare nelle fabbriche cittadine, i commerci si riducono e l'artigianato subisce ulteriori limitazioni. Si ha notizia certa che nel Albenga aveva una tonnara in uso, situata tra Vadino e l'isola Gallinara, che tuttavia venne successivamente tagliata e distrutta.
Per due anni, nel 1744 e nel 1745, nella città e nella piana risiedettero due reggimenti spagnoli che occuparono alcuni palazzi, oratori e chiese come quella di San Lorenzo e ridussero la città a una sorta di magazzino per le truppe dirette verso Milano. Si conta che nel comprensorio passarono più di 40 000 uomini e 14 000 cavalli che non risparmiarono alla popolazione frequenti soprusi e violenze. Il Re di Spagna, Filippo V, dimorò per diversi giorni nella città risiedendo nel palazzo di Damiano D'Aste, mentre principi, generali e il resto della corte si sistemarono in altri palazzi cittadini. Abbiamo un resoconto da parte del contemporaneo Giò Carlo Oddi hanno fatto grossi magazzini di fieno, legne, farina, avena, riso e grano per le truppe e per la cavalleria che dovevano qui passare per il Piemonte e Milano. E cosi sono passati per questa riviera e dimorati in questa città e sue ville e territori quarantamila uomini, oltre quattordicimila cavalli, questi hanno alloggiato al psilippo e nelli prati delle praelle, quelli comparono nei nostri oliveti di Rollo in quello dei signori D'Aste e nei prati d'Aravenna. Tanto li Francesi che li Spagnuoli diedero molti danni per valore di lire duecentomila, abbracciarono tutte le scarazze delle viti, portarono via li fieni dai prati, li frutti degli alberi, li piselli, fave e tutte l'ortaglia..
Lo storico francese Emmanuel de Waresquiel ha sostenuto nel 2023 che Madame du Barry, favorita del re Luigi XV di Francia, sia nata ad Albenga nel 1745, poiché la madre, domestica di un militare nonché presunto padre biologico, era in quel momento di passaggio in Liguria con il corpo di spedizione francese alla guerra di successione austriaca.
Il 21 luglio 1746, il marchese del Piemonte Filippo Del Carretto invase Cisano con 1 500 uomini. Albenga chiamò alle armi gli uomini da Finale Ligure a Porto Maurizio sotto il comando del capitano comandante Gio' Agostino Oddi. Vennero radunati più di 1 200 uomini. La battaglia avvenne a Zuccarello dove il Marchese, assieme a 26 ufficiali e 495 soldati, vennero catturati e condotti in catene ad Albenga. Con la conquista piemontese della Liguria di Ponente, dove Albenga vide l'entrata del Re Carlo Emanuele III in persona, cambia l'assetto amministrativo, il 12 dicembre 1746 viene emanato un atto con la divisione della Riviera in quattro dipartimenti, Savona, Finale, Albenga e Sanremo, con a capo di ognuno due ufficiali, uno di carattere militare e l'altro giudiziario, che dovessero uniformarsi agli Statuti e consuetudini locali. Con al riforma legale, si punta su un processo veloce per le cause civili e criminali, il Senato di Torino avrebbe giudicato le cause d'appello dai dipartimenti di Savona e Finale; quello di Nizza sulle cause provenienti dai dipartimenti di Albenga e Sanremo..
Partiti i piemontesi Albenga torna sotto la Repubblica di Genova che incarica il colonnello e cartografo Matteo Vinzoni di rilevare il territorio della Piana soprattutto in considerazione delle valli gravitanti sulla città, in particolar modo la questione del feudo pontificio tenuto dal Marchese di Balestrino situato in posizione strategica per il collegamento con il Piemonte e che faceva gola ai due confinanti. Una delle particolarità dello studio ampio di questo disegno è dovuto al fatto che la Repubblica genovese voleva combattere il contrabbando del sale, dove li sfroxadori del sale si servivano della spiaggia di Vadino da qui salivano per San Fedele e Lusignano, andando a Bastia ed entrando nel territorio di Cenesi, quindi Arnasco, Castelbianco, Nasino, Alto e Caprauna arrivando finalmente in Piemonte (la stessa strada che utilizzarono poi partigiani nel secondo conflitto mondiale).
Nel XVIII secolo la città viene ulteriormente impoverita, l'attività del commercio marittimo e della pesca scompaiono, anche per ulteriore allontanamento della costa dal borgo cittadino; inoltre altre truppe passano per la piana e gli ingauni sono costretti a vendersi gli ori e gli argenti delle chiese per non subire ulteriori soprusi dagli eserciti.
Nel 1782 arriva in città e risiede nella vicina Lusignano la contessa di Genlis. Proprio in questa città scrive il suo Adèle e Theodore romanzo con finalità pedagogiche. Grazie a lei si ha una descrizione delle vallate di Albenga che lo presenta come un paradiso:
Nel 1787, Thomas Jefferson, futuro Presidente degli Stati Uniti d'America, mentre era inviato dal suo governo a Parigi, scrisse che le entrate del Vescovo di Albenga dovrebbero ammontare a circa 40 000 dollari, inoltre ci ha lasciato un elenco da osservatore della natura:

### Il periodo napoleonico
La città nell'epoca pre-napoleonica aveva due ospedali, l'
Ospitale di Santa Maria della Misericordia e l'Ospitale di San Crispino che ospitano malati o degenti a cui i parenti non riescono a garantire da vivere, esistono due istituzioni di beneficenza: l'Opera Pia Bernardo Ricci e l'Opera Pia Mariettina della Lengueglia. Si ha notizia di fiere cittadine, molte feste religiose, il teatro cittadino, molti giochi compresi i proibiti giochi di carte, anche la pratica venatoria per le classi più abbienti. Allo scoppio della guerra la città era retta dal commissario governatore Ignazio Reggio mentre il Vicario è Paolo Sibilla, la vita amministrativa è retta da un consiglio autonomo formato da due consoli e quattro consiglieri, chiamati gli Illustrissimi sei eletti annualmente tra le due classi aristocratiche. Il consiglio riunitosi prima dell'arrivo delle truppe decide di non siasi fatta alle truppe francesi veruna compliacenza. 
Il 4 aprile 1794 ottomila soldati francesi intonando la carmagnola entrano da porta Arroscia con a capo delle truppe Robespierre il Giovane e il generale Mouret. Il Comune decide subito di dare il massimo contributo all'esercito per evitare saccheggi, che ci saranno ugualmente. Qua il 7 aprile si incontreranno il generale Andrea Massena e il neo nominato comandante dell'Armata d'Italia Napoleone Bonaparte. In questi giorni il generale Bonaparte, riunisce le truppe del generale Victor e Augereau in fronte a porta Marina, elevata a piazza d'armi, e pronuncia quello che è passato alla storia come il Proclama di Albenga:
Napoleone prende possesso delle sue stanze presso il Palazzo Rolandi-Ricci (attuale sede del municipio), come generale in capo dell'armata d'Italia, che era stato già sua dimora quando soggiorno in Albenga come semplice generale. Gli vengono assegnate cinque stanze affrescate che formano un buon appartamento signorile, lasciando poi delle stanze del palazzo ai migliori ufficiali e una stanza con le carte geografiche dove il Bonaparte pianifica i piani di attacco, un'accogliente stanza da letto con un camino diventa la sua camera.
Si ha notizia che il 28 marzo c'era stata una ribellione in un battaglione di granatieri, che si lamentavano del fatto che non avessero nemmeno le scarpe e che non ricevevano la paga. Napoleone da Albenga scrisse al Direttorio: L'esercito è in una situazione di penuria da far paura. La miseria autorizza l'indisciplina e senza disciplina non c'è vittoria. Qua escogita le sue prossime mosse, e quando viene a sapere della morte del suo amico Chauvet, intendente dell'Armata d'Italia scrive una lettere alla sua nuova sposa, Giuseppina di Beauharnais: Noi nasciamo, viviamo, moriamo in mezzo al meraviglioso. V'è da stupirsi che preti, astrologi, ciarlatani abbiano approfittato di questa inclinazione, di questa singolare circostanza, per condurre a passeggio le nostre idee e orientarle secondo le loro intenzioni?
Un altro documento inviato al Direttorio parla in generale della situazione dell'esercito. Albenga diventa base generale per la Campagna d'Italia per qualche tempo. Napoleone e l'Armèe d'Italie partono il 9 aprile in direzione Savona. Dopo un mese il futuro Imperatore conquista già Milano.
Con l'epoca della Rivoluzione francese e dell'espansionismo, Albenga viene conquistata dai francesi che la trasformano in una loro base operativa. Albenga paga dure spese per questa occupazione, infatti l'esercito affamato e con sete di gloria decide di depredare i tesori nelle chiese di tutta la piana, d'altro canto i francesi decidono di riarginare il Centa, di edificare nuove strade, impongono che i cimiteri siano fuori dai centri abitati. La Repubblica di Genova vede la sua fine nel giugno del 1797 e viene subito proclamata la Repubblica Ligure. Albenga diventa capoluogo di un vastissimo territorio, la giurisdizione del Centa, inoltre diventa sede di un commissario governativo. Visto le grandi spese militari sostenute e gli interventi da realizzarsi, la neonata Repubblica Ligure come prima cosa colpì il Patrimonio della Chiesa, con una misura emanata il 4 aprile del 1798 con il quale si requisiva l'oro e l'argento; ad Albenga tale compito venne affidato alla municipalità, che requisì 753 libbre e 4 once pari a 240 chilogrammi attuali (solo nella sacrestia di San Domenico erano presenti 102 libbre). Ma alla Repubblica Ligure ciò non bastava a riempire le casse e il 18 ottobre del 1798 venne emanata la legge 120 che requisiva i conventi; ad Albenga questo si sapeva già dalla primavera, grazie a uno dei due cittadini municipalisti, Michelangelo Gianeri o Gianero, che erano stati eletti nel Consiglio dei Giuniori. I festeggiamenti di piazza per la neonata Repubblica Ligure, portarono alla devastazione della Cattedrale con la riduzione in pezzi e bruciati il coro e la cattedra del vescovo, e con la profanazione della tomba del vescovo Leonardo Marchese.
Con la seconda coalizione delle potenze imperiali contro la Francia, la guerra tornò in Italia; in Liguria si era ritirata l'Armeè d'Italie e Albenga era tornata a essere presa dai francesi, che proteggevano la litoranea e il collegamento verso la Francia. Da giugno i francesi si insediarono nel seminario, nella chiesa e nel convento di San Francesco d'Assisi (dove furono sistemati anche i prigionieri di guerra affluiti ad Albenga), oltre che nel convento fuori le mura di San Francesco da Paola. Ma le requisizioni avvennero anche in altre luoghi, come l'Oratorio della Buona Morte o la Chiesa di Santa Maria in Fontibus, dove il sacerdote, don Domenico Anfosso, venne cacciato in mezzo alla strada. Tuttavia il 2 luglio gli ultimi frati di San Domenico vennero obbligati ad abbandonare la struttura, cosa che avvenne il 20 dello stesso mese. Il Comune decise di dare la custodia della chiesa di San Domenico a don Domenico Anfosso che poté quindi tornare a dire messa. Nel frattempo proseguì la vendita dei terreni confiscati ai conventi, e una volta terminato quello, si procedette alla vendita dei monasteri: il corpo legislativo autorizzò la vendita degli edifici monastici tanto interi quanto divisi con il solo vincolo che la divisione non pregiudicasse l'intero corpo a danno della Nazione, con la promessa di importanti incentivi per coloro che avessero trasformato gli antichi monasteri in appartamenti, magazzini e laboratori.
Nel 1800 un'epidemia di febbre provocherà un numero importante di vittime. Nel 1802 il Centa esce dalla sua sede rendendo instabile il Ponte del Branca e facendo crollare alcune muraglie di contenimento delle acque.
I francesi erano quasi da dieci anni padroni del ponente ligure, chiedendo più che mai a queste popolazioni un esborso economico e sociale altissimo, per le coscrizioni obbligatorie per i marinai dai 20 ai 45 anni. Al padrone francese non si ci poteva opporre, ben sapendo di tale situazione alcuni tra gli amministratori decisero di accontentare l'esercito napoleonico. In questi anni durante diverse prediche il Vescovo esortava la popolazione a chinare il capo. Ma nel ponente molti uomini si diedero alla macchia, alcuni scappando anche con le proprie imbarcazioni per unirsi alla flotta di Sua Maestà britannica. Tuttavia l'impatto francese fu di stimolo in molte parti, in quest'epoca nacque la nuova strada che congiungeva Albenga con Alassio, o l'ammodernamento della nuova strada che collegava Albenga, Loano e Finale Ligure

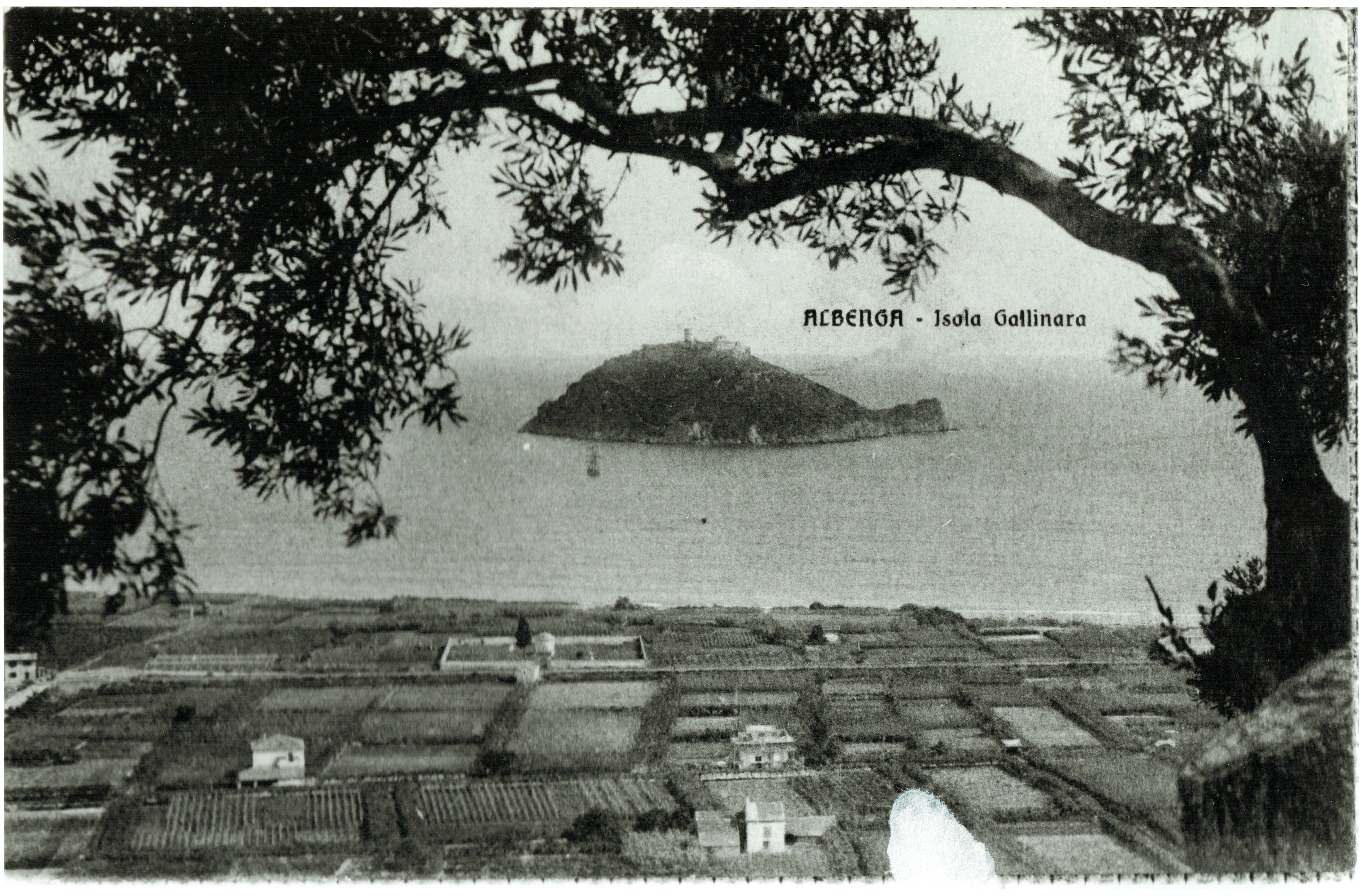
Albenga 1913 Vista dal Monte dell'isola Gallinara e Vadino

Nel 1805 la Repubblica Ligure viene abolita e tutta la regione diventa parte dell'Impero francese, ad Albenga viene dato lo status di capoluogo del Dipartimento di Montenotte di cui Savona diventa capoluogo perché di maggior rilievo e soprattutto dotata di un porto. Tutte le istituzioni dovranno usare il francese come lingua ufficiale.
Dai dettagliati resoconti di questo periodo, dovuti al prefetto francese Gilbert Chabrol de Volvic si può tracciare un bilancio sull'economia albenganese che risulta incentrata sull'agricoltura.
Nel 1812 l'imperatore Napoleone mise fine a una lite che durava da secoli: i confini tra Albenga e Alassio. Tra le due città c'è una parte di terreno scosceso o collinare che da secoli faceva capo alle due città. Con un editto Napoleone diede tali terreni alla città di Alassio.

## Ottocento

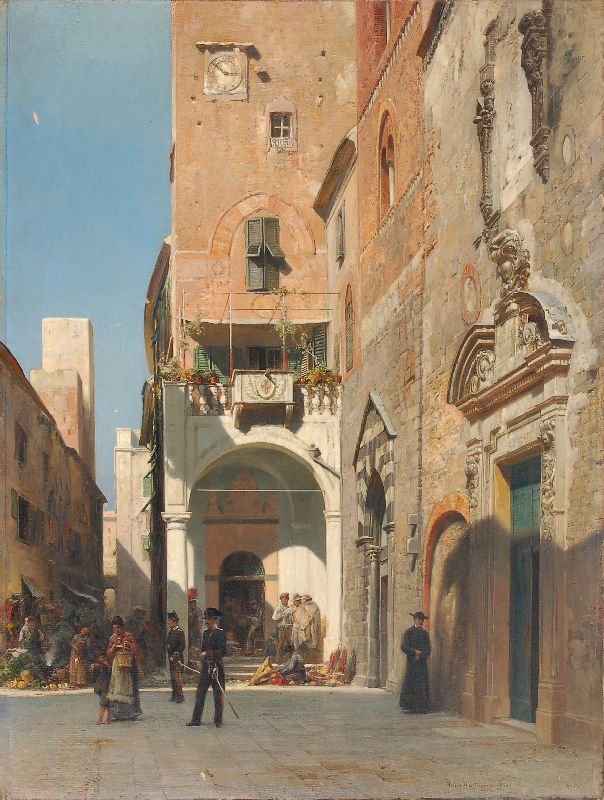
Pittura di inizio Novecento della cattedrale di San Michele Arcangelo

Nel periodo della restaurazione nel 1814, il Congresso di Vienna assegna al Regno di Sardegna i territori della vecchia Repubblica di Genova, concedendo nel 1818 ad Albenga lo stato di Capo-Provincia inserita nella Divisione di Genova, il suo territorio comprendeva un territorio da Finale Ligure ad Andora e andando fino a Calizzano.
Nel 1817 viene nominato il primo Sindaco della città, che rimane ancora chiusa nelle antiche mura e legata a un'economia di tipo agricolo, che permette di far vivere la popolazione anche se le terre rimangono nelle mani di poche famiglie aristocratiche. In quest'epoca si ha la progressiva apertura di uffici, inoltre vengono migliorati i collegamenti con il Piemonte e con le città limitrofe; finalmente ricompaiono nuove imprese e il commercio ritorna ad animare l'economia, anche se il fenomeno dell'emigrazione verso i lontani paesi colpisce la zona. Nel 1822 è riportata una statistica secondo la quale nella città vivono 4 088 abitanti, di cui 2 078 donne e 2 010 maschi. A quest'epoca risale un'importante pubblicazione: Saggio storico dell'antico ed attuale stato della città di Albenga, redatto dall'avvocato Giuseppe Cottalasso, e dedicato al conte Giovanni Lengueglia. Nel 1832 inizia un percorso di ammodernamento con il lastricato nel centro cittadino e con l'installazione di una pubblica illuminazione “con 18 fanali, disposti lungo le vie principali”.
Con l'Unità d'Italia nel 1861 Albenga perde il titolo di provincia, ma viene comunque posta a capo di un circondario e quindi sede di una sottoprefettura. Ma solo con l'apertura della linea ferroviaria che congiungeva Genova a Ventimiglia e che aveva Albenga come fermata che l'economia riparte. Infatti questa linea ferroviaria non venne fatta solo per creare una nuova via di collegamento, ma anche per scopi militari ed economici: la via è stata messa a mare, con una massicciata che iniziava al confine attuale con Alassio (a Vadino) e terminava alla fine di Ceriale; questa locazione venne decisa per permettere che le terre vicino al mare, terreni paludosi e salmastri, soggetti a continue inondazioni, fossero bonificati e che potessero aumentare la superficie agricola della piana; oltre a questo fattore economico, la massicciata aveva un fattore difensivo, infatti non furono poche le navi e gli eserciti che nei secoli passati scelsero la grande piana albenganese come spiaggia da sbarco per le truppe. La linea ferroviaria costruisce anche il primo ponte di acciaio sul fiume Centa, tuttavia inadeguato, infatti come testimoniato dall'alluvione del 10 novembre 1886, una locomotiva proveniente da Ventimiglia venne travolta, mentre un treno con 200 passeggeri, proveniente da Genova, venne fermato nella stazione di Albenga, per non rischiare di passare sul ponte.

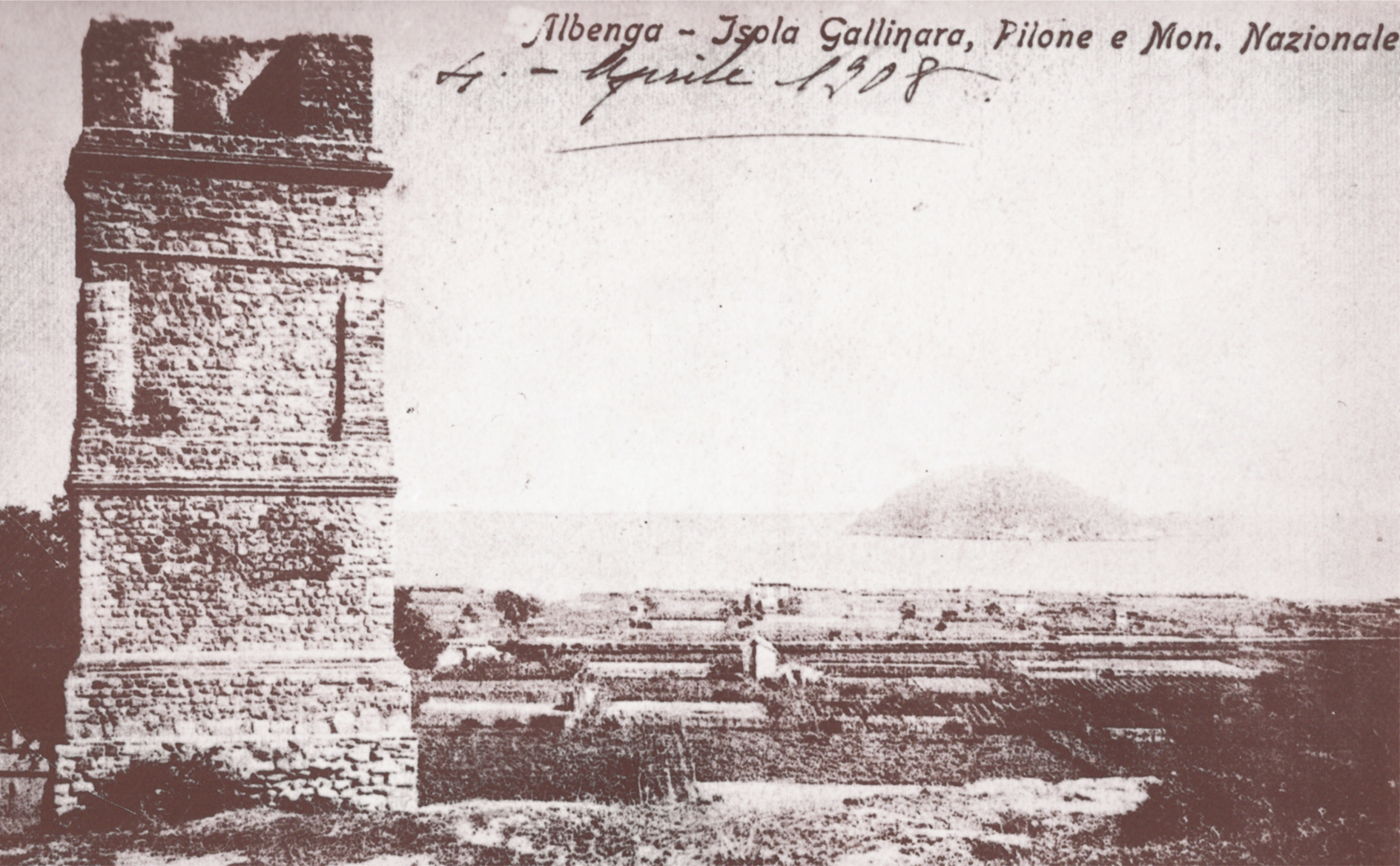
Il Pilone romano in una cartolina del 1908

Le nuove e veloci vie di comunicazione permisero agli agricoltori albenganesi di esportare ortaggi e primizia nelle località meno vicine e addirittura all'estero: Quest'epoca di benessere subì un arresto con il terremoto del 23 febbraio 1887 con epicentro a Diano Marina; anche se gli albenganesi rimasero incolumi dal terremoto senza subire perdite umane, a parte qualche grave ferito, gli edifici e le torri subirono gravi danni, molte di queste ultime vennero abbassate per evitarne il crollo. La città richiese manodopera edile per essere recuperata, e questa una volta terminati i lavori si occupò di costruire nuovi edifici per la prima volta fuori dalle antiche mura. La vecchia aristocrazia che ancora deteneva il potere dovette pian piano abbandonarlo a favore dei nuovi imprenditori.
Dal 1884 al 1893 fu sindaco di Albenga il marchese Enrico D'Aste, che dopo la morte lasciò al Comune il suo palazzo che era vicino al municipio e che venne annesso a esso e dove è ora presente la sede principale del Comune. Anni dopo il Conte di Alto e Caprauna, Prospero Cepollini lasciò al comune diecimila lire in beneficenza a memoria del fratello Carlo per restaurare il palazzo. Negli stessi anni è senatore del parlamento del Regno d'Italia dal 1886 al 1895 il tenente generale del Regio Esercito, Gerolamo Rolandi, mancato il 12 dicembre del 1899 a cui l'amministrazione comunale decise di posare un marmo a ricordo.

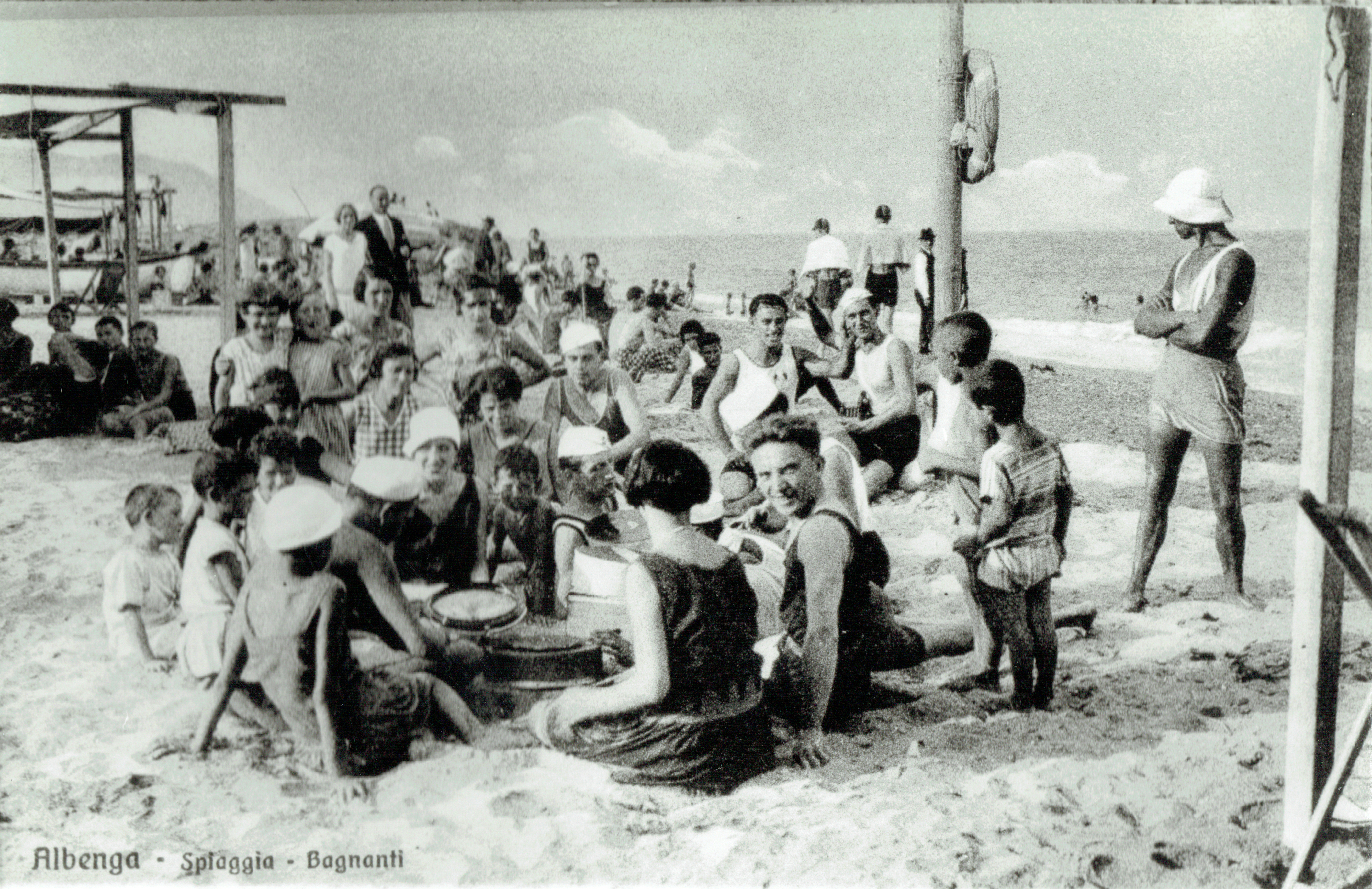
Marina di Albenga i bagnanti - 1912

## La Grande Guerra
Ancora a inizio del XX secolo, prima della federazione agricola cooperativa, gli albenganesi preferivano passare per le vie marittime per raggiungere i mercati di Genova e Sampierdarena. Esisteva sul lungomare un pontile che permetteva l'attracco delle navi.
La prima guerra mondiale colpisce duramente la piana, la mancanza di manodopera porterà a una grave crisi nell'agricoltura, infatti i generi alimentari vennero razionati e la povertà si espanse alla popolazione cittadina che non riuscì più a provvedere a sé stessa.
Avvenne in questi anni la rivoluzione della donne, che disperate perché ridotte alla fame, arrivarono in città protestando, chiedendo un incontro con il Regio Commissario. Dalle vallate sopraggiunsero molte donne che protestavano arditamente; gli addetti comunali, i carabinieri, la polizia e qualche altro corpo non riuscirono a contenere la folla. Queste costrinsero il commissario, un certo Carena, a mostrarsi a loro, molte lo spintonarono e lo presero per il pizzetto. Solo con l'arrivo di un treno di militari da Genova riuscì a placare la protesta: entrarono dalle porte della città chiudendo le vie di fuga alle donne, ne arrestarono molte, anche se alcuni militari spinsero molte donne negli androni delle scale nascondendole. Queste furono condannate a 30 giorni di reclusione, ma la protesta andò a buon fine: a tutte le famiglie venne concesso un'ulteriore razione di zucchero e di caffè, oltre alle normali razioni che venivano distribuite alla popolazione.

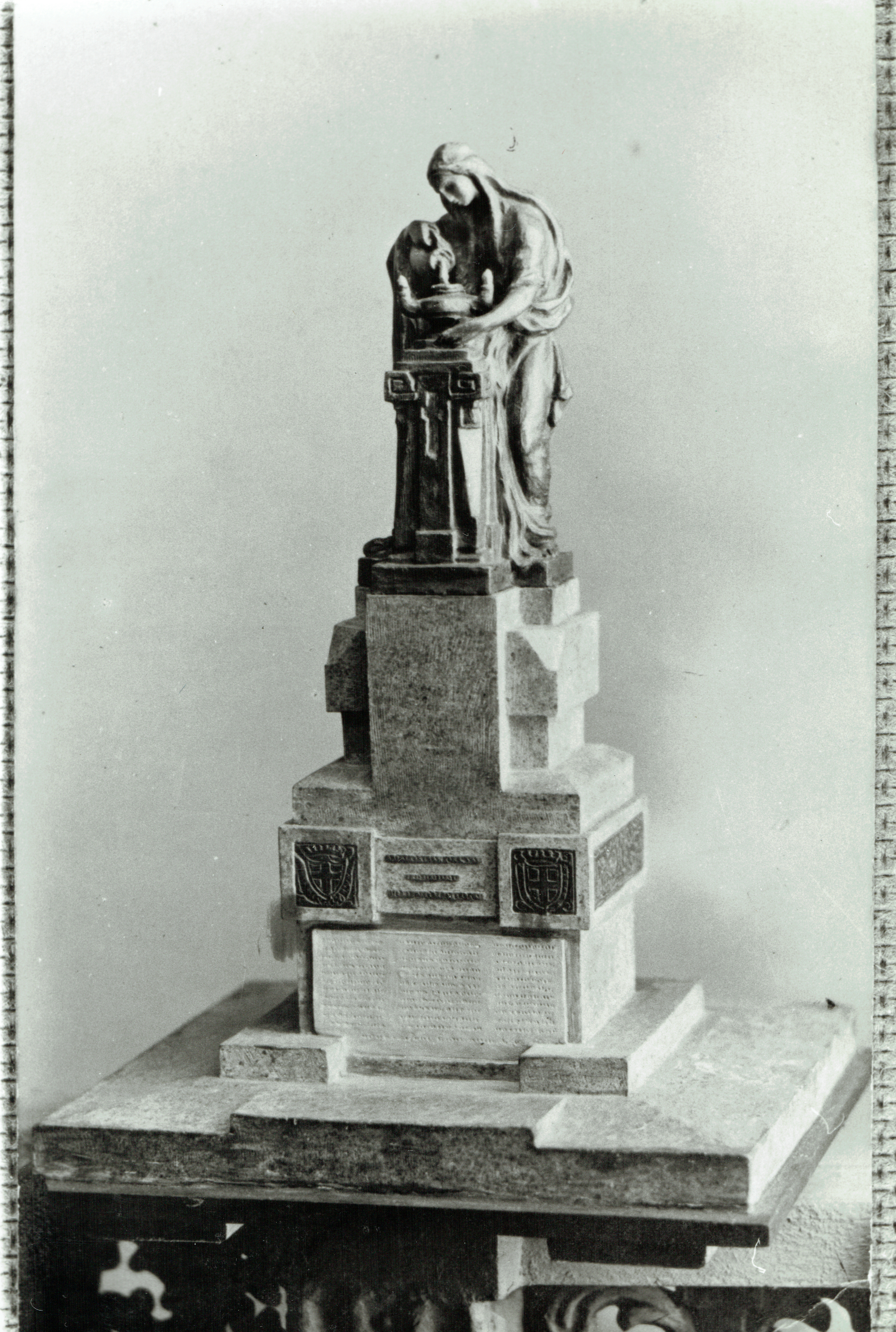
Modello della statua dei caduti realizzata in piazza 4 novembre e inaugurata il 22 Luglio 1923, ad opera dell'architetto Mazzoni Giuseppe e dello scultore Teobaldo Pinto

### La Spagnola
Nel secondo semestre del 1918, mentre gli eserciti alleati si preparavano alla vittoria, arrivò un nuovo male: l'influenza spagnola, che fece ben più morti di tutto il grande conflitto, colpì duramente anche la città di Albenga. L'ospedale era diventato per lo più un ghetto dove solo due medici si occupavano di tutti i malati. Molti cercarono rifugio nelle campagne, accontentandosi di baracche e casolari. I rimedi popolari che venivano usati per evitare il contagio erano bere del vino rosso, masticare tabacco e fumare i sigari toscani. I funerali si svolgevano la sera a Leca, dove i deceduti venivano trasportati in una bara di legno grezzo con un po' di calce sopra e pochi parenti a seguire la processione funebre, perché la paura del contagio era elevata.

## Il regime fascista
Dopo la fine della Grande Guerra, la crisi continuò ad affliggere la città, che sperò in una lista di contadini progressisti eletta con una maggioranza senza eguali del 1920. Tuttavia, questa lista venne spazzata via dalle violenze fasciste nel 1922. Molte furono le testimonianze di un'elezione farsa, che portò a un'amministrazione comunale fascista; come nel resto d'Italia, molti vennero presi nelle loro case, e obbligati a votare dalle squadracce. La storica edicola du Rissin venne incendiata dai fascisti nell'ottobre 1922. Lo storico palazzo dell'asilo, che per decenni ospitò gli infanti ingauni, venne convertito a Casa del Fascio e successivamente a caserma delle brigate nere. Oggi è di nuovo sede dell'asilo Ester Siccardi, più alcuni uffici comunali. Il regime decise inoltre di toglierle il titolo di provincia, unendola alla Provincia di Savona, ed eliminando il suo circondario e la sua prefettura. Sul finire degli anni venti e per tutti gli anni trenta, l'agricoltura riprese in maniera notevole e diede una spinta per far ripartire l'economia ed espandere e introdurre nuove fabbriche legate alla trasformazione; inoltre si vede la nascita di ditte di spedizionieri. In questi anni Albenga si espande modernizzandosi, il suo centro storico viene recuperato, inoltre nelle zone limitrofe al borgo nascono e si espandono nuove vie, piazze, palazzi, vie e mercati.

Albenga fu scelta anche come uno dei punti di riferimento delle forze militari in Liguria: vennero edificate, in località Vadino, la caserma Piave, inaugurata nel 1930 dal principe Umberto, e la piccola caserma Garibaldi, mentre il 1922 vide aprire un piccolo aeroporto militare, nel vicino comune di Villanova d'Albenga; nel 1937, prima del suo genere in Italia, venne costruita una pista in pavimentazione macadam, orientata 100-280, e di 1016x60 metri. Da quel momento, l'aeroporto fu utilizzato come sede della 119ª Squadriglia di ricognizione della Regia Aeronautica.

In quel periodo, Albenga annoverò, tra i suoi concittadini, ben cinque ammiragli:
- Marcello Amero d'Aste Stella, (1853-1931), durante la guerra italo-turca fu artefice della conquista del Dodecaneso;
- Raffaele Borea Ricci d'Olmo, (1857-1942) primo Governatore di Tripoli;
- Alessandro D'Aste, Senatore del Regno;
- Alberto Manfredi;
- Vittorio Emanuele Moreno.

Risulta, inoltre molto, più tardiva (1955) la costruzione della caserma militare, la "Turinetto", vicino alle sponde del fiume Centa.

## La seconda guerra mondiale

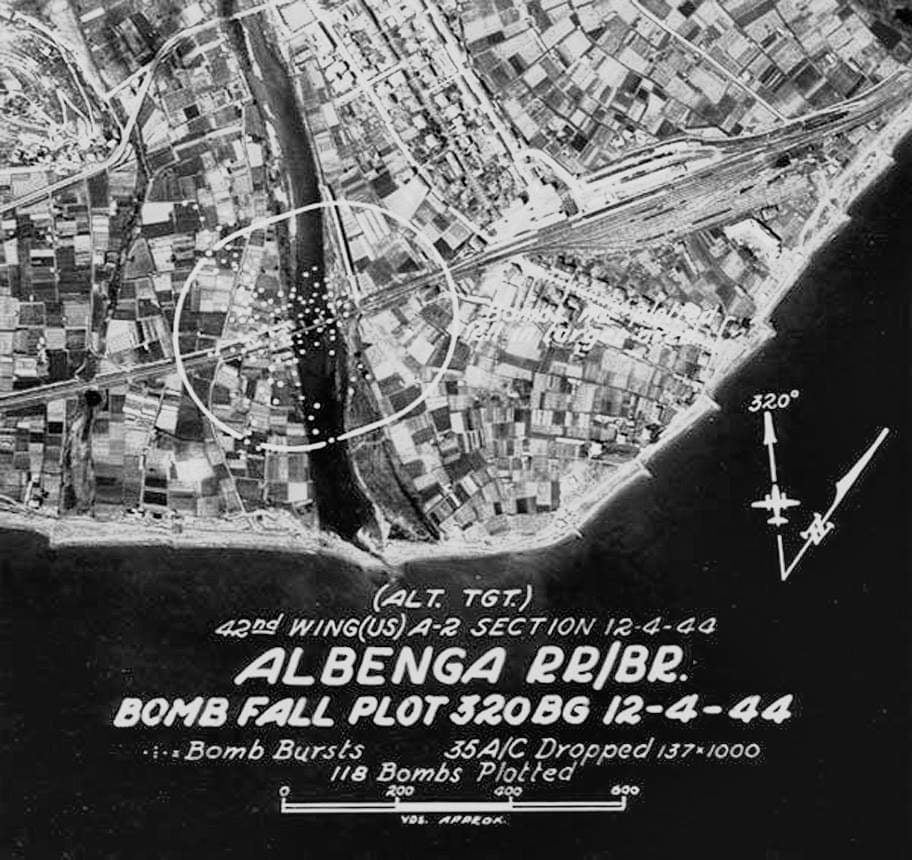
Albenga foto del bombardamento del 12 aprile 1944 della RAF

La pista aeronautica di Villanova-Albenga fu ben presto utilizzata nei giorni immediatamente successivi al 10 giugno 1940, quando Mussolini dichiarò guerra a Gran Bretagna e Francia. Tuttavia, la difesa contro l'Armée de l'Air francese, che già sorvolava la Liguria, risultò inefficace. Il 16 giugno dello stesso anno, un bombardamento aereo colpì duramente le caserme Piave e Garibaldi, più l'infermeria. In questo periodo, la città subì numerose raid alleati. Con la caduta del governo fascista, il 12 settembre 1943 entrarono in città le truppe tedesche. Gli albenganesi e gli abitanti di tutta la piana non ci misero molto a capire il trattamento riservato loro dai nazisti, in molti scelsero di combattere il nemico, fuggendo e nascondendosi nelle montagne che circondano la piana: molti furono i partigiani albenganesi. L'esercito straniero considerava la piana strategica e preso in considerazione la possibilità che gli alleati potessero arrivare dal mare, per questo edificarono il fortino alla foce del Centa, militarizzarono parte della spiaggia e i torrenti che sfociavano a mare. Un altro bombardamento storico fu quello del 12 aprile 1944, per opera della USAF, con bombardieri medi americani, Martin B-26 Marauder, che portò alla distruzione del ponte di acciaio della ferrovia sul fiume Centa, obiettivo strategico per bloccare i collegamenti con la Francia; morirono cinque persone, tre albenganesi (Tobia Enrico di anni 47, la figlia Giuliana Enrico di anni 15, Virginia Cecchetti d'anni 67), un operaio milanese che lavorava per la Todt e un soldato tedesco. Nei punti strategici c'era anche la centrale elettrica vicina alla stazione ferroviaria e l'officina del gas in via Mazzini; queste due vennero tuttavia demolite dagli stessi tedeschi il 23 ottobre del 1944 per il timore di un improvviso sbarco degli alleati sulla spiaggia di Albenga.
Molti furono i crimini perpetrati ai danni della popolazione dall'esercito tedesco di stanza ad Albenga, comandato da Gehrard Dosse e da Luciano Luberti, quest'ultimo per le sue efferatezze venne chiamato il "Boia di Albenga". Furono 59 le persone uccise alla foce del fiume Centa e oltre un centinaio gli ingauni arrivando a raddoppiare tale cifra tra tutto il comprensorio della città. Si creò presto la brigata SAP "G. Mazzini", comandata da Libero Emidio Viveri, futuro sindaco della città.
Molti furono i partigiani del distaccamento ingauno, Medaglia d'oro al valor militare come Felice Cascione e Roberto Di Ferro, ma anche alcune figure meno raccomandabili, come "Cimitero". Tra i nomi dei caduti Annibale Riva, che venne ucciso da un colpo di pistola alla nuca da un soldato tedesco alla vigilia della liberazione, il 24 aprile 1944 a Campochiesa, alla sua memoria è stato intitolato lo stadio comunale di Albenga. Alla città stessa nel 2019 è stata riconosciuto il contributo dato con l'attribuzione della medaglia d'oro al merito civile.
Il peso della guerra fu alto per la città, con la valutazione del Genio Civile nel 1945 di 200 milioni di lire di danni.

## L'epoca contemporanea
Dopo la liberazione inizia la grande opera di ricostruzione della città che conta oltre 1 700 abitazioni distrutte o gravemente danneggiate. Riaprono anche le associazioni e i locali chiusi dal Regime, come lo storico bar Strazzi dove tutti erano bene accetti ed era la norma prendere in giro i balordi che si presentavano, difatti prese il nome di "bar degli espertoni" e l'insegna rappresentava un uomo che tirava un carro dove sopra c'era un asino. Nelle prime elezioni libere del 31 marzo 1946 gli ingauni scelgono Libero Emidio Viveri come sindaco, sotto la bandiera del Partito Comunista. Nel referendum istituzionale del 1946 gli albenganesi si schierarono con la Repubblica per 4 785 voti contro 2 640.

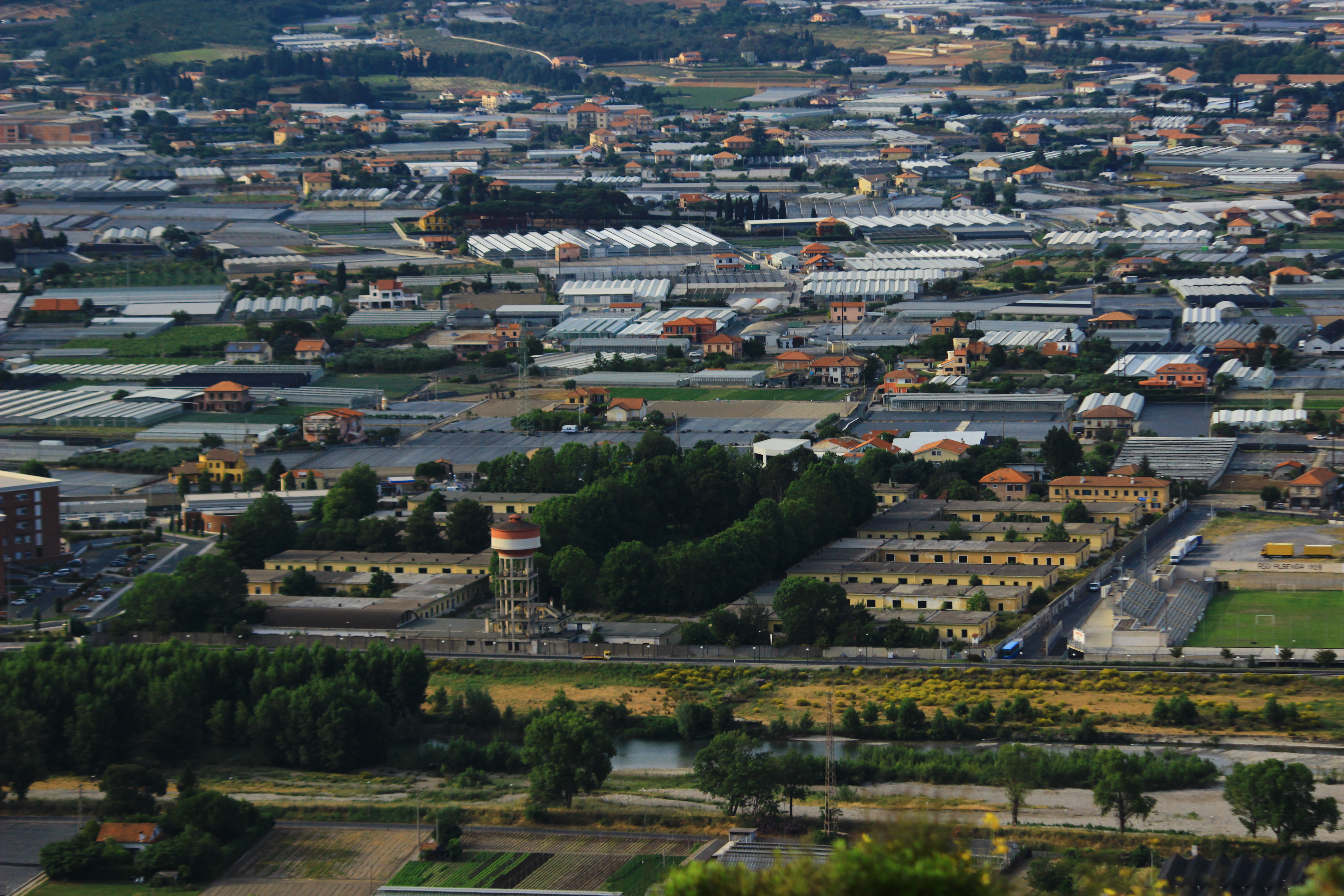
La Caserma Aldo Turinetto

Nel 1947 Albenga vive una delle sue più tristi pagine, una nave che transitava vicino alla riva, affonda, trascinandosi dietro 43 bambini, il fatto è conosciuto come la tragedia di Albenga.
Dopo questa fase post-bellica arriva il miracolo economico italiano che porterà la prosperità grazie alla produzione agricola, alle attività commerciale e imprenditoriali; vengono realizzate parecchie serre, le primizie di Albenga, pomodori, carciofi, zucchine trombetta, verdure varie permettono ad alcuni commercianti di portare prodotto nuovi ed eccellenti nel Nord Italia, provocando una crescita economica. Anche l'apertura ai voli commerciali dell'aeroporto di Villanova d'Albenga permette di aumentare il commercio. Come il resto del Nord, anche la ricca pianura di Albenga attira flussi migratori dal Mezzogiorno, che porteranno espansione alla città. Tra i principali centri di emigranti ci sono stati Villalba, Mussomeli, San Cataldo, Santa Caterina Villarmosa. Dagli anni ottanta l'economia agricola si trasforma puntando sui nuovi prodotti in vaso di fiori e aromatiche, destinate non più solo all'Italia ma anche ai mercati del Nord Europa. Dagli anni novanta si ha un flusso migratorio proveniente dal Nord Africa, dove molti agricoltori vengono impiegati nell'industria agricola.
Nel 1971 con l'inaugurazione dell'autostrada A10 e il casello di Albenga, la piana si collega al resto d'Italia. Di questo ne giova soprattutto il traffico commerciale e turistico, anche se a differenza di altre realtà limitrofe, la città non ha mai puntato sul rafforzare questo settore.
Nel 1973 diventa sindaco della città il liberale Alessandro Marengo, con una coalizione tra DC-PLI-PSDI oltre che parti civiche, eletta il 1º aprile e caduta a seguito della mancata approvazione del bilancio di previsione il 29 ottobre 1974.
Il 5 novembre 1994 a seguito delle forti piogge un'alluvione sconvolge la Piana di Albenga: il Centa rompe gli argini e allaga il centro della città. Il ponte di ferro, realizzato nel 1909, subisce gravi danni, tanto che deve essere chiuso, venendo demolito a seguito della realizzazione del Ponte Emidio Libero Viveri inaugurato il 24 dicembre 1996.
Il centro storico della città viene trascurato nel dopoguerra subendo un lento degrado. Fortunatamente rinasce negli albenganesi l'interesse per le loro origini e dagli anni novanta inizia un'operazione di restyling, con l'apertura di nuovi spazi, tra i quali nel 2006 l'apertura di Palazzo Oddo; vengono realizzate anche nuove iniziative socio-culturali, tra le più importanti dal 2003 Fior d'Albenga, dal 2007 il premio Fionda di Legno e dal 2010 il Palio dei Rioni.